# Ginkgo

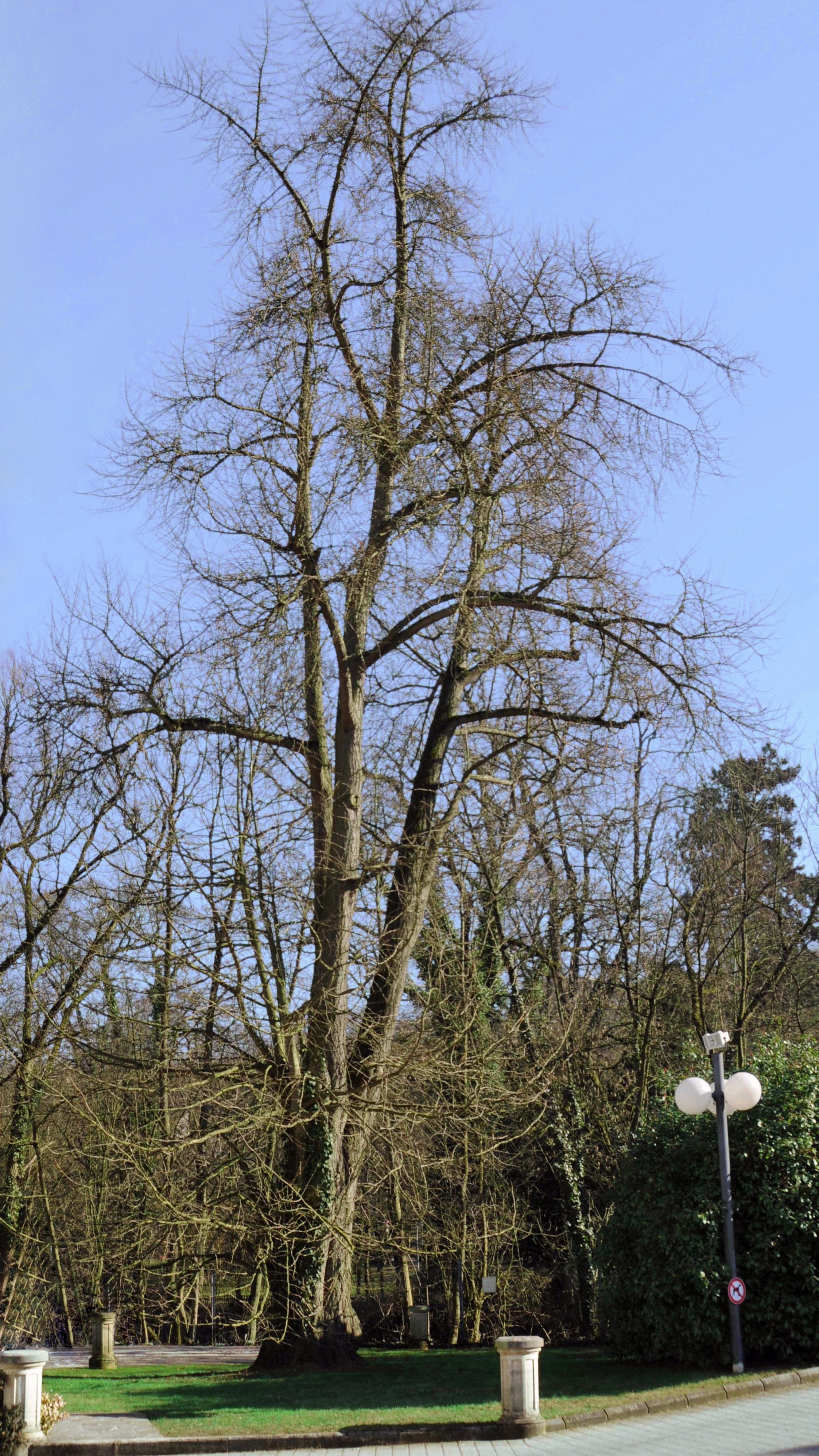
Habitus im Winter

Der Ginkgo oder Ginko [ˈɡɪŋko] (Ginkgo biloba) ist eine in der Volksrepublik China heimische, heute weltweit angepflanzte Baumart. Er ist der einzige lebende Vertreter der Ginkgoales, einer ansonsten ausgestorbenen Gruppe von Samenpflanzen. Natürliche Populationen sind nur aus der Stadt Chongqing und der Provinz Guizhou im Südwesten Chinas bekannt.
In Ostasien wird Ginkgo biloba wegen seiner essbaren Samen oder als Tempelbaum kultiviert. Er wurde von niederländischen Seefahrern aus Japan nach Europa gebracht und wird hier seit etwa 1730 als Zierbaum gepflanzt.
Zum Jahrtausendwechsel erklärte das deutsche „Kuratorium Baum des Jahres“ Ginkgo biloba zum Mahnmal für Umweltschutz und Frieden und zum Baum des Jahrtausends. Der Ginkgo ist ein „lebendes Fossil“.

## Beschreibung

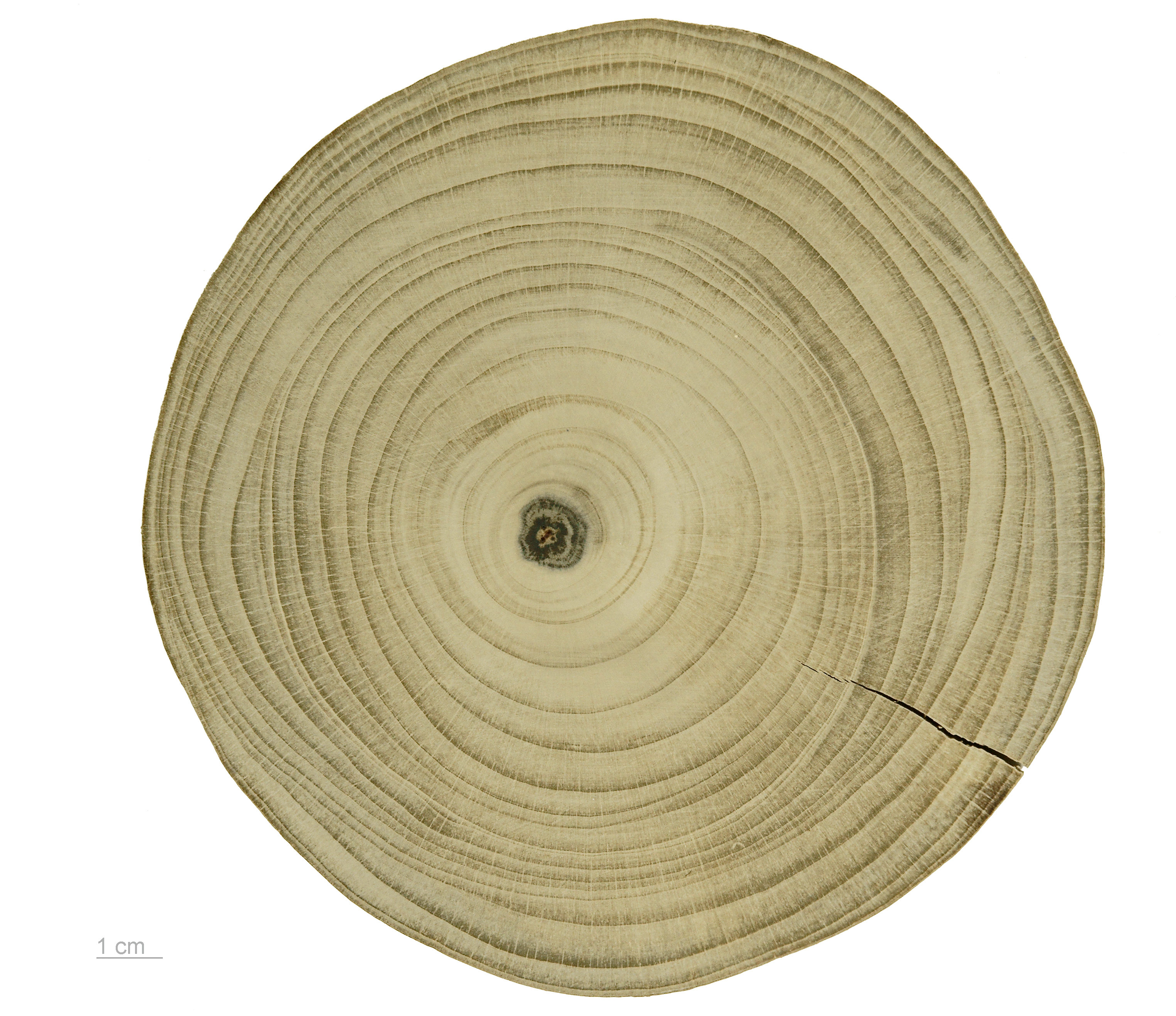
Stammquerschnitt – Holz

### Habitus
Der Ginkgo ist ein sommergrüner Baum, das heißt, er wirft im Herbst seine Laubblätter ab. Er soll 1000 Jahre und älter werden und Wuchshöhen bis über 60 Meter sowie einen Brusthöhendurchmesser (BHD) bis über 5 Meter erreichen. Meist wird er jedoch nicht höher als 40 Meter. Ein Exemplar aus Korea besitzt eine Höhe von 60 Metern und einen BHD von über 5 Meter, eines in Japan erreicht etwa 7 Meter BHD, allerdings besitzt dieser Baum mehrere Stämme. Der junge Baum wächst meistens schlank und auffallend gerade in die Höhe. Die breite, sich nach oben verjüngende Krone, ist eher spärlich beastet. Dies ändert sich zunehmend bei älteren Bäumen ab 25 Jahren, deren Äste sich immer mehr in die Waagerechte bewegen und so eine ausladende, mächtige Baumkrone bilden können. Meistens besitzt der Ginkgo zwei Haupttriebe, von denen einer schwächer ausgebildet ist. Bäume, die unter Stress stehen, können in Bodennähe oder darunter Sekundärstämme bilden, die aus wurzelartig wachsenden Trieben entstehen.

### Holz
Das harzfreie, weiche und leichte Holz des Ginkgos weist eine feine Textur auf und ähnelt dem der entwicklungsgeschichtlich jüngeren Koniferen. Das hellbraune Kernholz lässt sich nur schwer vom hellgelben Splintholz unterscheiden. An Stammkrümmungen oder Ästen entsteht häufig Druckholz, das unabhängig von der Kontrolle des Hauptsprosses wächst. Der Zellulose-Gehalt liegt zwischen 40 und 42 Prozent und der Lignin-Gehalt bei 30 bis 34 Prozent. Die Rohdichte liegt mit 12 bis 15 Prozent Holzfeuchtigkeit bei ca. 430 kg/m³. Im Gegensatz zu Nadelhölzern sind bei dieser Art Tracheiden in verschiedenen Größen vorzufinden. Bei den Radialwänden der Tracheiden können ein bis zwei, manchmal auch drei Reihen von Hoftüpfeln festgestellt werden. Darüber hinaus lagern sich in den Tracheiden viele Calciumoxalat-Kristalle an. Das Holz eignet sich gut für Schnitzerarbeiten und findet als Paneel Verwendung. Es werden kaum Bestände zur reinen Holzgewinnung angebaut.

### Rinde und Borke
Die Borke von ausgewachsenen Bäumen ist dunkelgrau, rau, tief gefurcht und schwer entflammbar; dies macht die Bäume mäßig feuerresistent. Bei jüngeren Stämmen ist sie graubraun und weist hellbraune Risse auf. Die Rinde einjähriger Zweige ist hellgrau und geht bei zweijährigen Zweigen ins Hellbraune über.

### Wurzelsystem

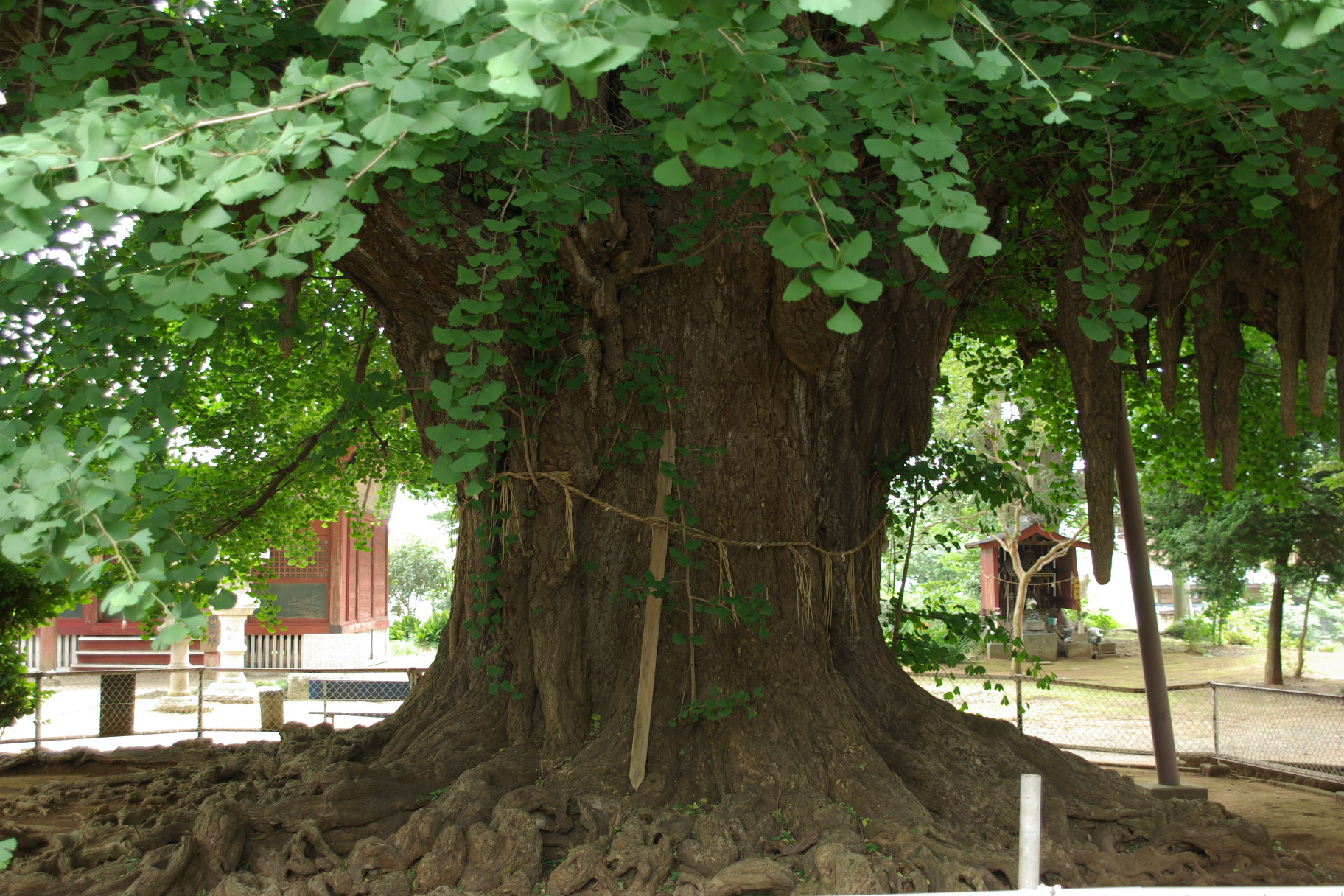
Ginkgobaum mit „aereal chichi“ an den Ästen und „basal chichi“ am Boden

Während bei Altbäumen die Seitenwurzeln dominieren, bilden Jungbäume eine bis zu einem Meter lange Pfahlwurzel aus. Anders als in vielen Literaturberichten dargestellt, bildet der Ginkgo keine Wurzelbrut aus. Der Baum hat relativ dicke Feinwurzeln von über 0,5 Millimeter, die von sehr vielen Wurzelhaaren bedeckt sind.
Ginkgo besitzt die Fähigkeit, bei schlechten Umweltbedingungen über dem Boden „aereal chichi“ und unter dem Boden „basal chichi“ zu bilden. „Aereal chichi“ sind einem Tropfstein ähnelnde (stalaktitenartige) verholzte, über einen Meter lange Anschwellungen, die bei sehr alten Ginkgobäumen an den Ästen oder am Stamm in Asthöhe aus überwallten Sprossknospen entstehen. Berühren diese verholzten Anschwellungen den Boden, entstehen unter günstigen Bedingungen zahlreiche vegetative Sprosse, die sich zu einer eigenständigen Pflanze entwickeln können. „Basal chichi“ sind verholzte, rhizomähnliche Anschwellungen, aus denen meist Sekundärstämme und Adventivwurzeln hervorgehen. Die Entwicklung der „basal chichi“ ist meistens auf wurzelartige, zur Schwerkraft (positiv geotrop) wachsende Triebe (auch Lignotuber genannt) zurückzuführen. Stimuliert durch traumatische Reize treibt eine dieser Knospen in den Achseln der beiden Kotyledonen aus, und die entsprechenden Triebe wachsen vom Spross in Richtung Schwerkraft. Auch hier kann ein eigenständiges Pflanzenexemplar entstehen, das aber meist mit der Mutterpflanze verbunden bleibt.

### Knospen, Blätter und Triebe

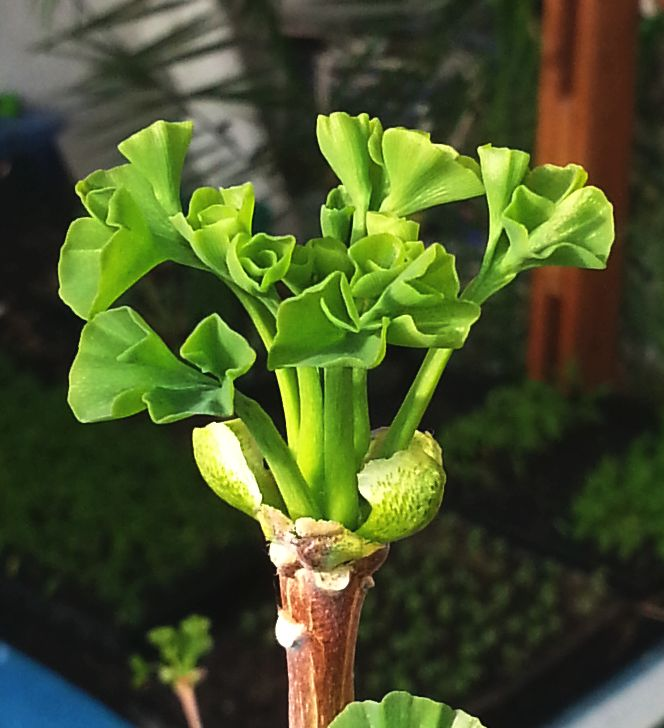
Ausschlagende Knospe

Sehr auffällig sind die Terminalknospen. Sie sind lohfarbig (hellbraun), haben einen Durchmesser von 2 bis 5 Millimetern und sind von kleinen Blättern ohne Achselknospen umgeben, wobei sich die Tegmente schuppenartig anordnen.
Eine Besonderheit in der Pflanzenwelt stellen die sehr charakteristischen fächerförmigen, breiten Laubblätter dar. Sie sind in der Mitte mehr oder weniger stark eingekerbt und die Blattform variiert je nach der Stellung am Trieb und der Wuchskraft des Baumes, weshalb kaum ein Ginkgo-Blatt dem anderen gleicht. Blätter von jungen Bäumen sind deutlich anders geformt als die von alten Bäumen (Altersdimorphismus). An Kurztrieben und an der Basis von Langtrieben erreichen die Blätter eine Breite von vier bis acht Zentimeter und sind entweder ungeteilt oder durch Einschnitt zweilappig. Die Blätter an den Spitzen von Langtrieben besitzen deutlich tiefere Ausbuchtungen, welche die Blätter in zwei oder mehr Lappen teilen. An den Langtrieben werden die Blätter zwischen sechs und zehn Zentimeter breit. Der Blattstiel wird zwischen vier und zehn Zentimeter lang. Alle Laubblätter sind gabelnervig (dichotom), evolutionär betrachtet ein sehr ursprüngliches Merkmal. Sie sind zu Beginn ihres Wachstums im Frühjahr hellgrün und dunkeln über den Sommer nach, im Herbst färben sie sich auffallend hellgelb bis goldgelb und fallen schließlich etwa Anfang November ab.

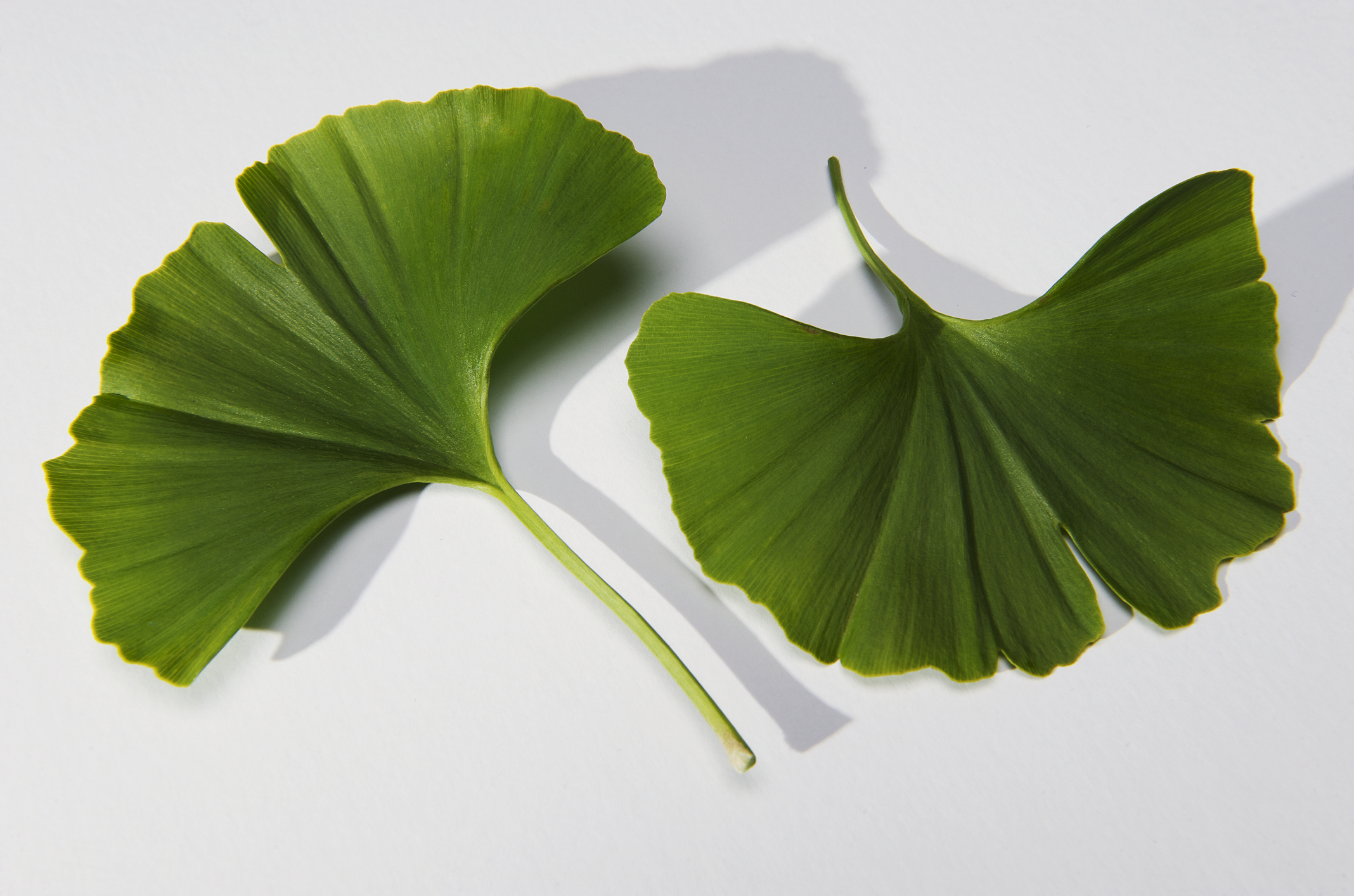
Ginkgoblätter in der Nahaufnahme

Nach einer weit verbreiteten Meinung haben die Fächerblätter ihre charakteristische Gestalt aus zusammengewachsenen Nadeln während ihrer Entwicklungsgeschichte geerbt. Das ist aber unwissenschaftlich und weder anatomisch noch entwicklungsbiologisch oder evolutionär belegbar.
Die Äste bilden Langtriebe und Kurztriebe aus. Die Langtriebe können je nach Bedingungen zwischen 20 und 100 Zentimeter im Jahr wachsen. Aus den Langtrieben wachsen versetzte (wechselständige) Blätter, aus deren Blattstielansätzen wiederum achselständige Knospen wachsen. Kurztriebe sind sehr langlebig – sie werden bis 60 Jahre alt und wachsen häufig nur ein paar Millimeter im Jahr, weshalb sie kaum eine Länge von 20 Zentimeter erreichen. Kurztriebe können sich ganz unerwartet zu Langtrieben entwickeln.

### Inhaltsstoffe der Blätter
Die Blätter, die als einzige Teile der Pflanze pharmazeutisch genutzt werden, enthalten rund 0,5 bis 1,8 Prozent Flavonoide: es sind dies Flavon- und Flavonolglykoside, acylierte Flavonolglykoside, Biflavonoide, Flavan-3-ole und Proanthocyanidine. Bei den beiden erstgenannten Gruppen treten als Aglykone vor allem Kaempferol, Quercetin und Isorhamnetin auf, in geringerem Ausmaß Apigenin und Luteolin.
Terpene sind zu 0,03 bis 0,25 Prozent vorhanden, vor allem als Terpenlactone. An Diterpenen sind die Ginkgolide A, B, C, J und M zu nennen. Das Sesquiterpen Bilobalid ist ein Abbauprodukt der Ginkgolide. Weitere Terpene sind Polyprenole und Steroide.
Des Weiteren kommen langkettige Kohlenwasserstoffe und deren Derivate vor: Alkohole, Aldehyde, Ketone und Säuren.
Weitere Inhaltsstoffe sind alicyclische Säuren (Shikimisäure, Chinasäure, Ascorbinsäure, Ginkgolsäure und Hydroxyginkgolsäure), Cyclite = cyclische Polyole (Pinit, Sequoyit), sowie Saccharose.

### Blütenstände, Blüten und Samen
Der Ginkgo ist windbestäubt und blüht im März, er ist zweihäusig getrenntgeschlechtig (diözisch), es existieren also männliche und weibliche Pflanzen. Gelegentlich treten an männlichen oder weiblichen Baumexemplaren spontan einzelne Äste mit Anlagen des jeweils anderen Geschlechts auf, dies sind aber extrem seltene Ausnahmen (viel häufiger gehen sie auf Manipulation durch Pfropfen zurück). Die Bäume unterschiedlichen Geschlechts sind bis zur Geschlechtsreife, die erst im Alter zwischen 20 und 35 Jahren erfolgt, äußerlich nicht voneinander zu unterscheiden. Weibliche und männliche „Blüten“ wachsen an den Achseln von Laub- und Niederblättern aus mehrjährigen Kurztrieben heran. Dabei sitzen die männlichen immer etwas basaler (weiter innen) als die weiblichen.
Ob die Fortpflanzungsorgane von Ginkgo als Blüten bezeichnet werden oder nicht, hängt von der Definition ab. Da es sich um nicht in Achseln von Tragblättern stehende, unverzweigte Kurztriebe handelt, ist die Zuordnung möglich. Vor allem im englischsprachigen Raum ist es aber üblich, Blüten auf die Bedecktsamer zu beschränken, außerdem weisen sie bei Ginkgo keine Blütenhülle auf. Sie werden daher häufig, wie bei der Fortpflanzung der Koniferen, Strobili genannt. Morphologisch korrekt handelt es sich um Mikro- und Makrosporangiophore. Die Bezeichnung als Blüten und Blütenstände ist aber im deutschen Sprachraum durchaus üblich und verbreitet.
Männliche Blüten haben das Aussehen von 2 bis 3 cm langen Kätzchen. Sie bestehen aus vielen an einer gestreckten Achse schraubig angeordneten Staubblättern (Mikrosporophyllen). Die Mikrosporophylle bestehen aus einem dünnen Stiel (Staubfaden) mit zwei (manchmal bis zu vier) an der Spitze (einer kurzen runden Apikalerweiterung) hängenden Mikrosporangien (Pollensäcken), in denen die Pollen gebildet werden. Die Blüten treiben vor den eigentlichen Blättern aus und fallen nach dem Bestäuben je nach Temperatur von Anfang April bis Ende Mai wieder ab. Der kahnförmige Pollen hat eine Größe von 30 µm × 10 μm.
Die 2 bis 3 mm großen Samenanlagen (weibliche Blüten) stehen zu zweit an einem sich apikal gabelnden 1 bis 1,5 cm langen Stiel. Gelegentlich ist nur eine, in manchen Fällen sind mehr als zwei zusätzliche Samenanlagen pro Stiel vorzufinden, von denen meist nur eine ausreift. Sie bestehen aus einem äußeren Integument mit einer als Mikropyle bezeichneten Öffnung im oberen Bereich. Im Inneren der Samenanlagen befindet sich das vom Integument umhüllte Megasporangium (Nucellus), in dessen Innerem sich wiederum die funktionsfähige Megaspore befindet.

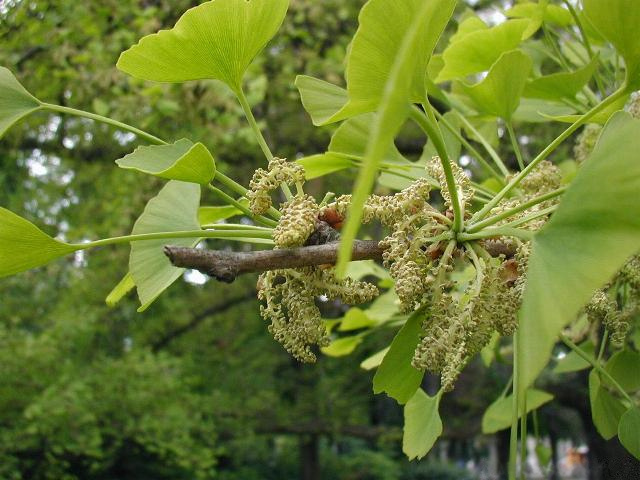
Männliche Blüten des Ginkgo
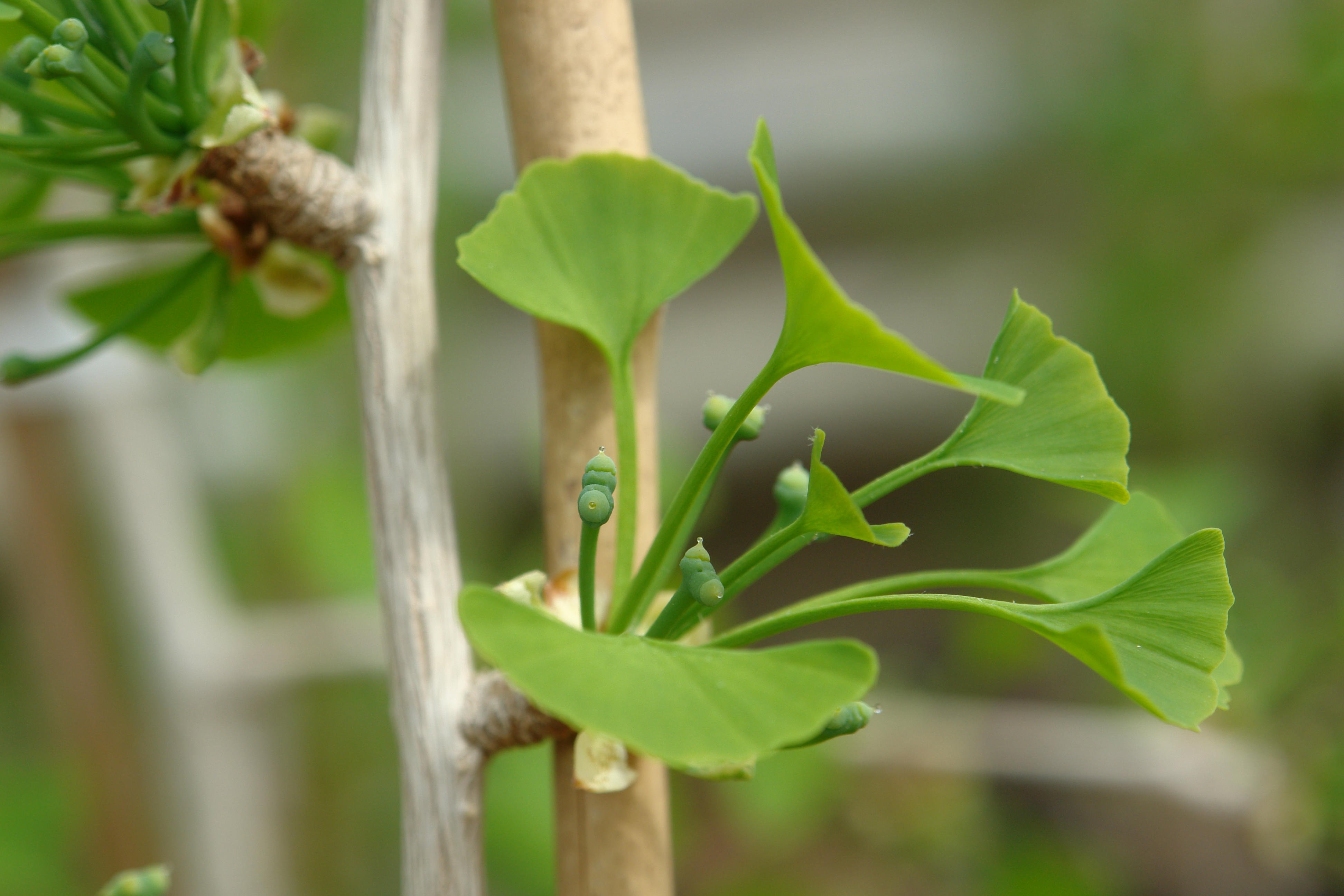
Weiblicher Blütenstand des Ginkgo an einem Zweig
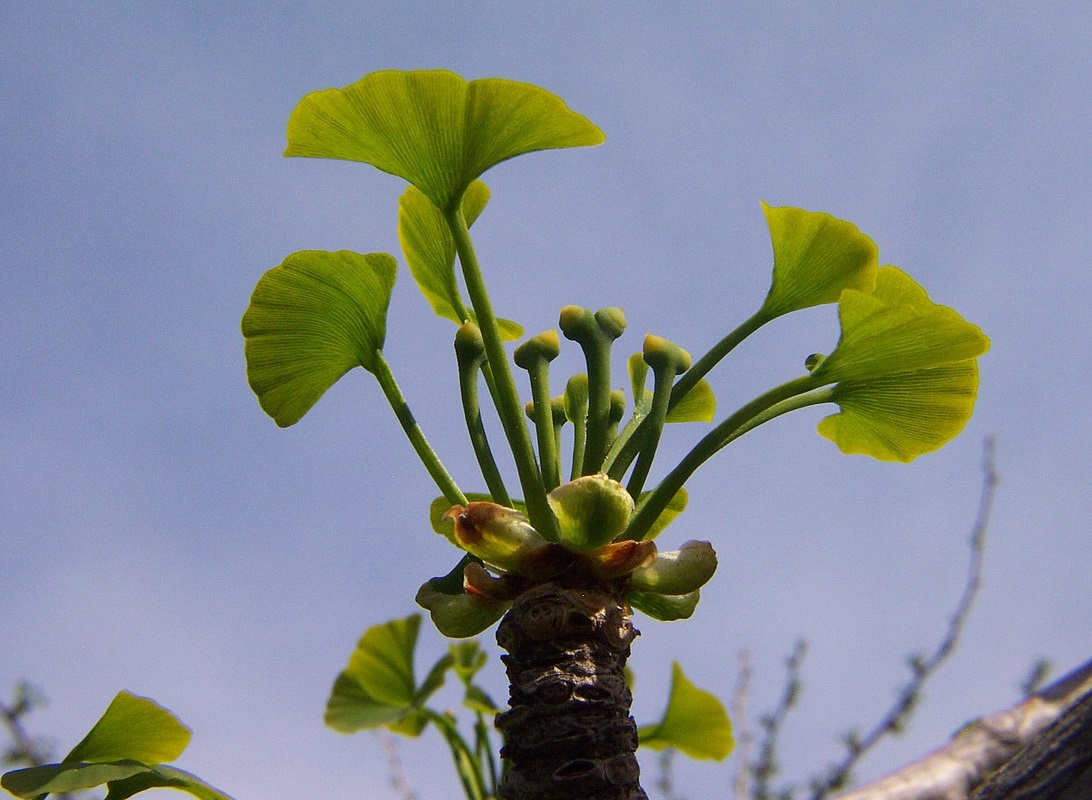
Weiblicher Blütenstand
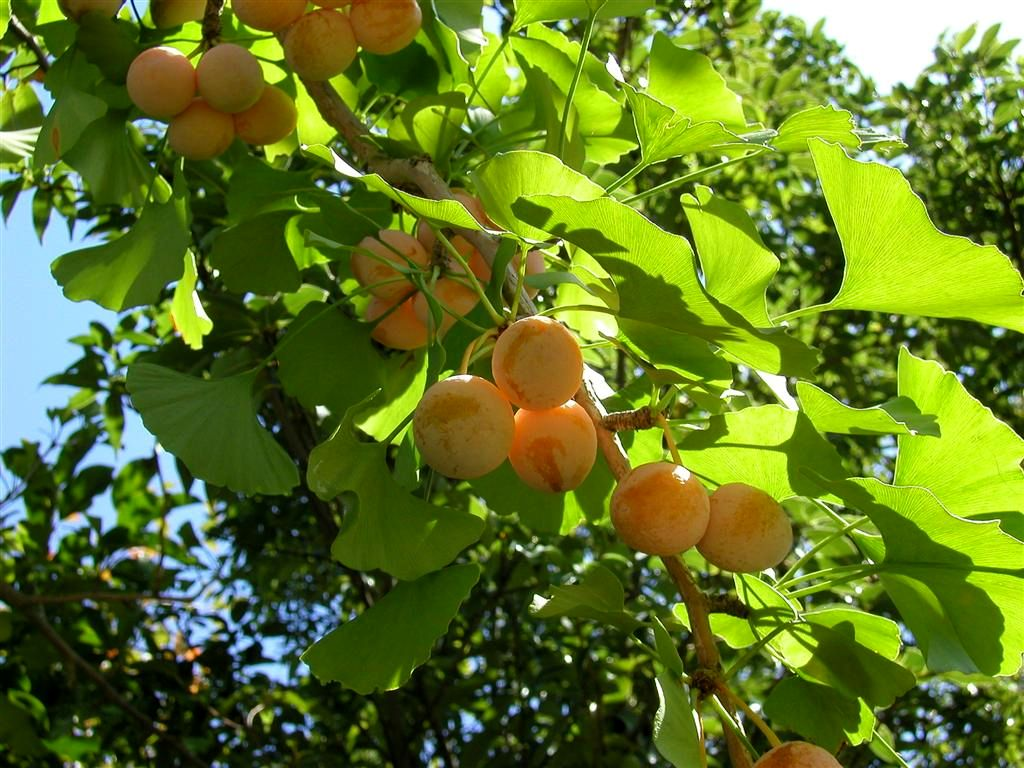
Wenn sich alle Samen entwickeln, hängen sie als „Zwillinge“
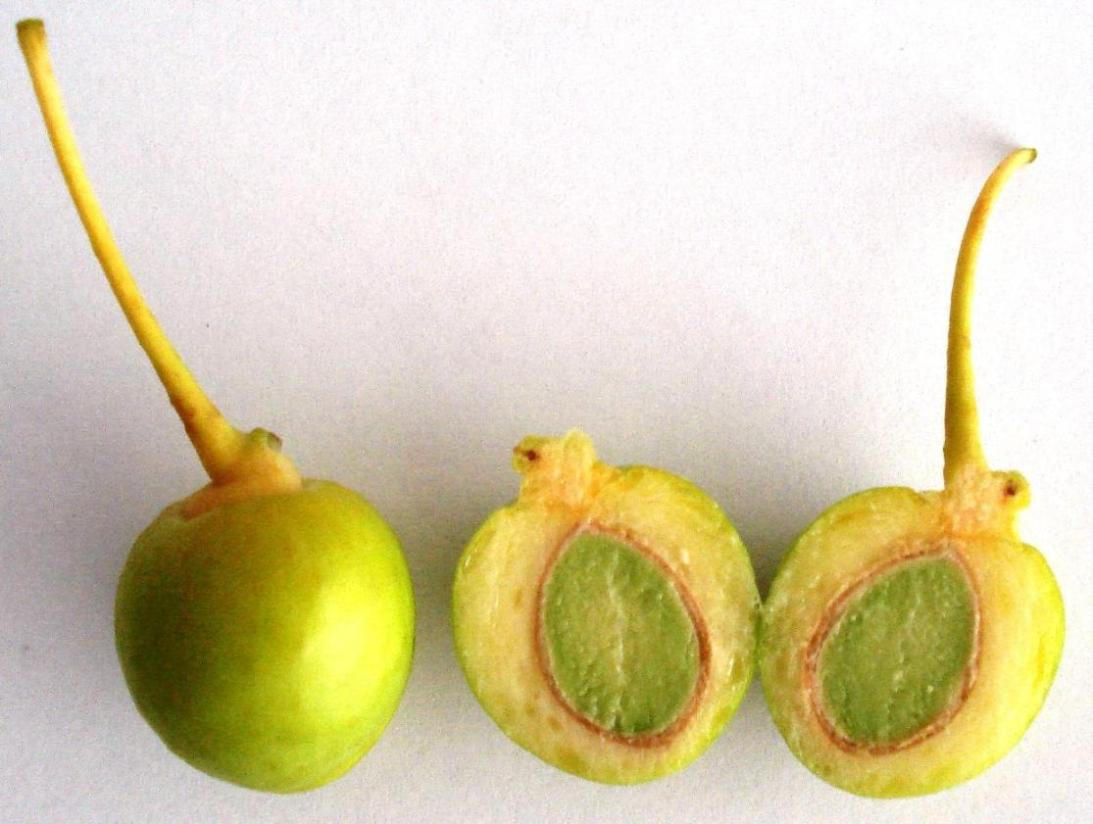
Samen des Ginkgo mit Sarkotesta
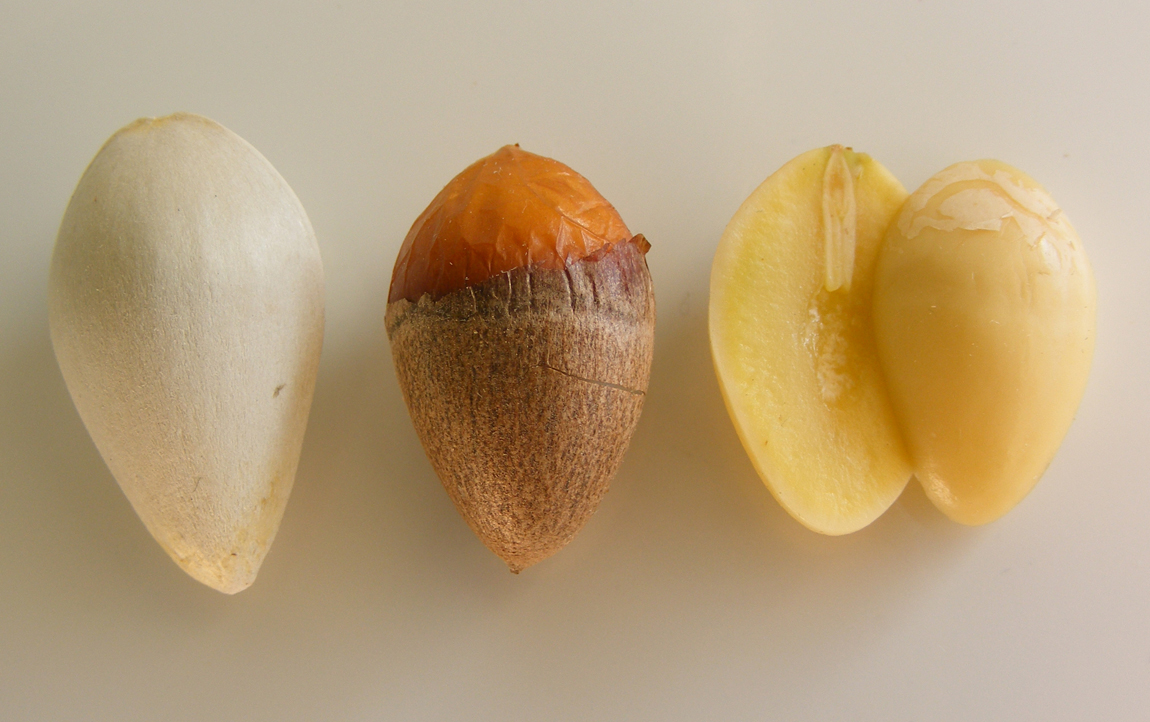
Sezierter Ginkgosamen ohne Sarkotesta

Der nach der Befruchtung aus der Samenanlage entstandene Ginkgosamen ähnelt äußerlich den Mirabellen und hat eine Größe von 20 bis 30 mm × 16 bis 24 mm. Er besteht aus einem inneren Embryo, eingebettet in das Nährgewebe (primäres Endosperm) des weiblichen Gametophyten, das von drei Schichten umgeben ist: der dünnhäutigen Innenschicht (Endotesta), einer harten verholzten Mittelschicht (Sklerotesta) und einer dicken Samenschale (Sarkotesta), die früher einmal das Integument der Samenanlage war. Die sich entwickelnde Samenschale ist bis zur Reife im Herbst grün, bei Kälteeinbruch wird sie gelb, bis der Samen schließlich abfällt. Die Samenschale entwickelt im ausgereiften Zustand einen unangenehmen Geruch nach ranziger Butter. Verantwortlich dafür sind die in der Samenschale enthaltenen Fettsäuren Buttersäure und Capronsäure. Die ebenfalls enthaltenen Phenole können durch Austreten des Saftes zu Hautreizungen und Allergien führen. Der Ginkgosamen ohne Samenschale (der Kern) hat eine Größe von 19 bis 30 mm × 11 bis 14 mm und ein Tausendkorngewicht von 1500 Gramm.

### Genetik
Das diploide Genom des Ginkgo umfasst 2n = 24 Chromosomen. Weibliche und männliche Baumexemplare weisen in der Art ihrer Chromosomen erkennbare Unterschiede auf. Diese Unterschiede können mikroskopisch durch Wurzelspitzenpräparate nachgewiesen werden. Das kann sehr hilfreich sein, um recht junge Pflanzen meist neuer Zuchtsorten dem weiblichen oder männlichen Geschlecht zuordnen zu können. Weibliche Exemplare weisen ein heteromorphes (griechisch verschieden geformtes) Chromosomenpaar mit nur einem kleinen Satelliten auf, männliche Bäume dagegen haben nur automorphe Chromosomen.

## Fortpflanzung

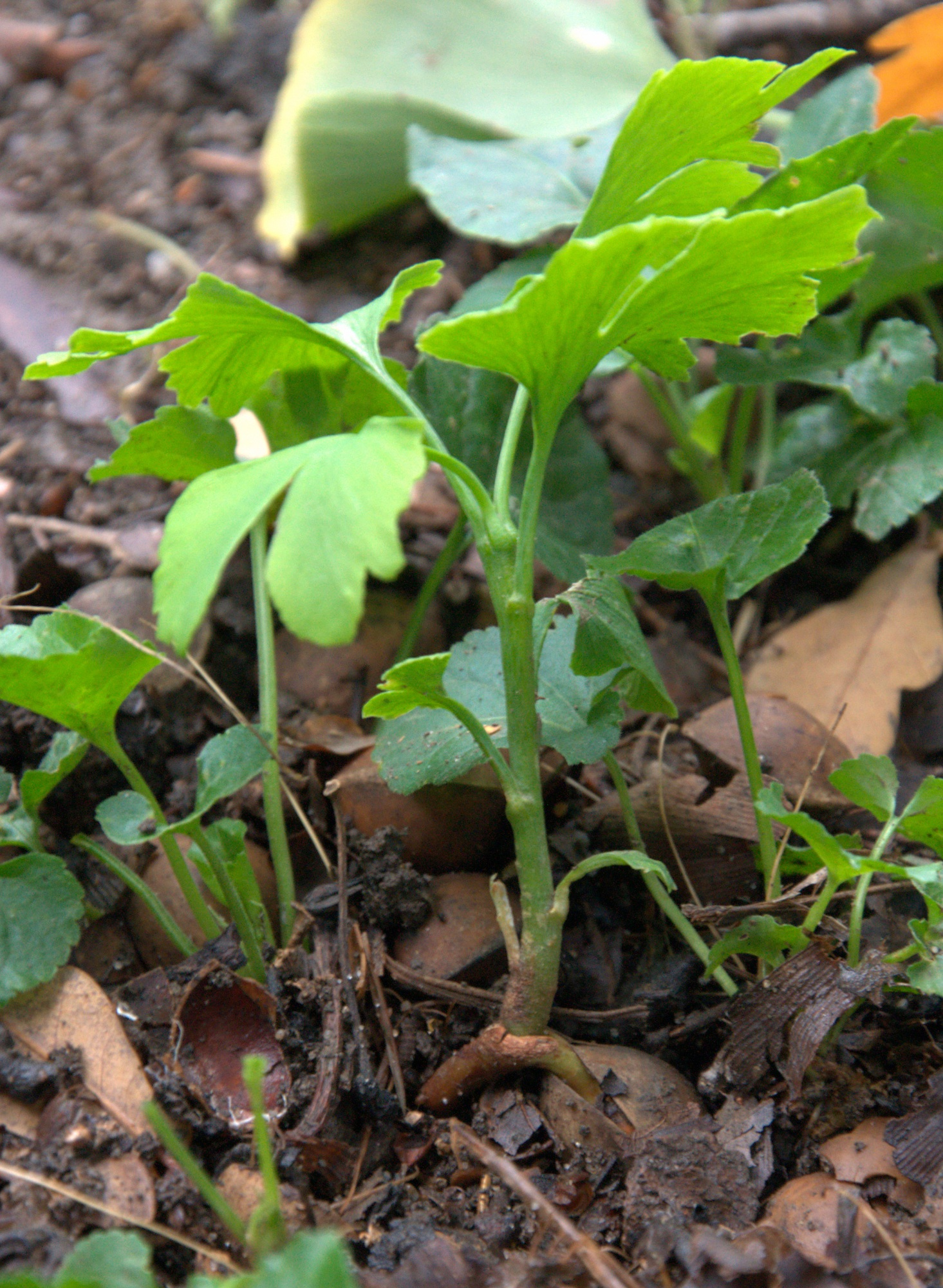
Sämling des Ginkgobaums

Der Befruchtungszeitpunkt liegt je nach Zeitpunkt der Bestäubung zwischen Ende August und Ende September. Im Generationswechsel entspricht der Ginkgobaum dem Sporophyt der Farne und Moose. Allerdings werden die Sporen der weiblichen Bäume nicht mehr in der Luft freigesetzt, sie sind vielmehr im Sporangium sesshaft geworden und relativ groß (genannt Megasporen; Megasporen gibt es auch bei diversen Algen).
Die weiblichen Blüten (Samenanlagen) entwickeln im Inneren der Megaspore (= Embryosackmutterzelle) einen extrem stark reduzierten Megagametophyten (= befruchtungsfähiger Embryosack), der über sein Megagametangium (Synergiden) einen Megagameten (Eizelle) erzeugt. Die Megasporen erhalten so viel Nahrung zugeteilt, dass sie später ohne selbstständige Ernährung Geschlechtszellen (Eizellen) entwickeln können. Der weibliche Gametophyt entsteht zunächst durch freie Kernteilungen, gefolgt von Zellwandbildung. Am Ende besteht der Gametophyt aus mehreren hundert Zellen und bildet meist zwei – selten auch drei – Archegonien. Der Gametophyt ist durch den Besitz von Chlorophyll grün gefärbt.
Die Sporen der männlichen Bäume (genannt Mikrosporen oder Pollen) erfahren noch im „Mikrosporangium“ ihre ersten mitotischen Teilungen. In der ersten Zellteilung entstehen durch zwei inäquale Teilungen der Pollenzelle zwei Prothalliumzellen und eine Antheridienzelle. Aus dieser entstehen durch erneute Teilung die Pollenschlauchzelle und die generative Zelle. In diesem Stadium wird das Pollenkorn aus dem Sporangium entlassen und als solches als stark reduzierter Mikrogametophyt (mehrzelliges Pollenkorn) vom Wind zum Megagametophyten geweht.
Im empfangsbereiten Stadium sondert das Integument an der Spitze (Mikropyle) eine für die Fortbewegung der männlichen Geschlechtszellen nötige schleimige Flüssigkeit (Pollinationströpfchen) ab. Sie entsteht durch Auflösung der Zellen unter der Mikropyle, wodurch auch eine Pollenkammer entsteht. Wenn das Pollenkorn das Pollinationströpfchen erreicht, absorbiert es Wasser und andere Substanzen aus der Flüssigkeit; auf diese Weise wird es schwerer, wodurch es zum Ende der Empfangsbereitschaft mit der Pollinationsflüssigkeit in der Mikropyle eintrocknet und sich in die Pollenkammer zurückzieht. Durch das Eintrocknen wird auch die Mikropyle verschlossen.
In der Pollenkammer keimt das Pollenkorn aus und bildet einen kurzen Pollenschlauch, der an seiner Spitze eine stark verzweigte, interzellular wachsende Struktur entwickelt, die das weibliche Gewebe (Nucellus) über mehrere Monate durchdringt, als eine Art Haftorgan (Haustorium) dient und Nährstoffe aufnimmt, wodurch sich das Nucellusgewebe zwischen Pollenkammer und Archegonienkammer auflöst. Währenddessen werden im Pollenschlauch die Spermien gebildet: die generative Zelle teilt sich in eine Stielzelle und in die spermatogene Zelle. Der männliche Gametophyt ist jetzt fünfzellig, bestehend aus zwei Prothalliumzellen, Pollenschlauchzelle, Stielzelle und spermatogener Zelle. Letztere teilt sich und bildet zwei Spermienzellen (Spermatozoide). Der Pollenschlauch ist nichts anderes als das Rudiment eines einstmals selbstständig wachsenden Gametophyten. Vier Monate nach Auskeimen des Pollenkorns schwillt das basale Ende des Pollenschlauches so weit an, bis es die Form eines sackartigen Gebildes annimmt, das in unmittelbarer Nähe zum Archegonium in der mit Flüssigkeit gefüllten Archegonienkammer zerplatzt und zwei vielgeißlige, schwimmfähige, sich selbstständig bewegende Geschlechtszellen (Spermatozoiden) freisetzt. Der Ginkgo ist neben Palmfarnen die einzige rezente Samenpflanze mit Spermatozoiden. Die Spermien haben eine Größe von etwa 70–90 Mikrometer und wurden erstmals im Jahr 1895 bis 1898 von Sakugorō Hirase beschrieben. Nach Freilassung schwimmen die beiden Spermatozoiden auf die Archegonien zu. Ein Spermatozoid durchdringt die Archegonie und verschmilzt mit der Eizelle. Das ist eine für Pflanzen sehr ursprüngliche Entwicklung. Meistens erfolgt die eigentliche Verschmelzung der Spermatozoiden mit der Eizelle erst Wochen nach dem Abfallen der Samenanlagen.
Nach der Befruchtung teilt sich der Kern der Zygote rasch und bildet über 1000 freie Zellkerne. Danach bilden sich die Zellwände und aus dem Gewebe entwickelt sich schrittweise eine Wurzel, eine kleine stammartige Struktur von Zellen und zwei Keimblätter (Kotyledonen), deren Oberseiten nah zueinander platziert sind.

## Verbreitung und Standort

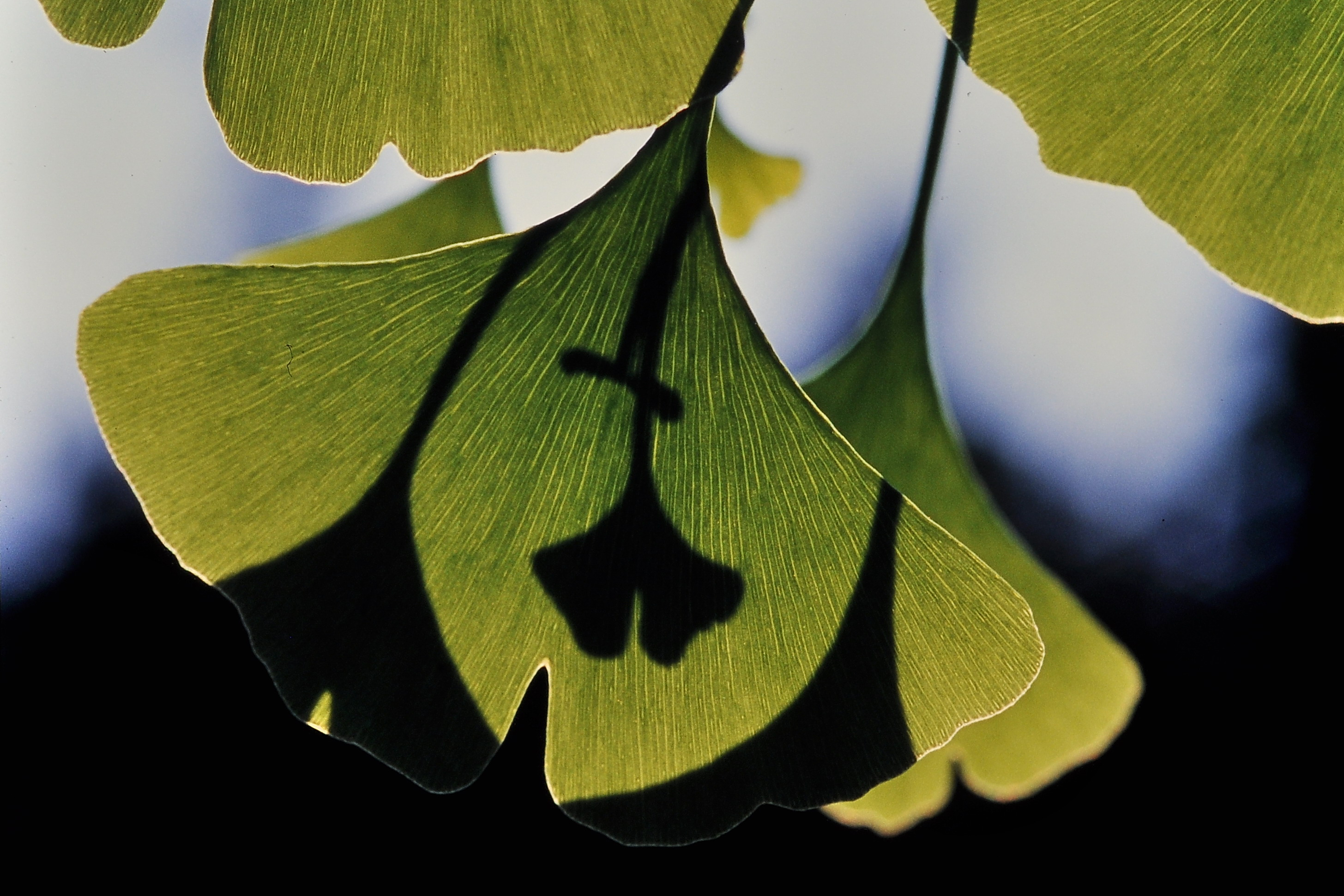
Ginkgoblätter

Als ursprüngliches Verbreitungsgebiet werden die mesophytischen Mischwälder, die einst das Hügelland entlang des Jangtsekiang bedeckten, genannt. In Dokumenten aus dem 11. Jahrhundert wird als Ursprungsgebiet eine Region südlich des Jangtsekiang genannt, die dem heutigen Ningguo-Distrikt in der Provinz Anhui entspricht. Natürliche Populationen sind nur aus dem Südwesten Chinas bekannt. Die Populationen an den Südhängen des Jinfo-Gebirges in der Stadt Chongqing weisen im Vergleich mit anderen Populationen in China eine ausgeprägte genetische Diversität auf und gelten daher als natürlich. In den angrenzenden Gebieten der Provinz Guizhou sind zahlreiche kleine Populationen vorhanden, die ebenfalls als natürliche Vorkommen des Ginkgos angesehen werden. Die lange Zeit als natürliches Vorkommen geltende Population auf dem Westgipfel des Tianmu Shan im Nordwesten der Provinz Zhejiang ist aller Wahrscheinlichkeit nach auf Anpflanzungen durch buddhistische Mönche zurückzuführen.
Wie die meisten Bäume geht auch der Ginkgo eine Symbiose mit verschiedenen Mykorrhiza-Pilzen ein, unter anderem mit Glomus epigaeum. Er ist sehr unempfindlich gegenüber Luftschadstoffen und eignet sich deshalb sehr gut als Straßen- und Parkbaum. Des Weiteren ist er weitgehend resistent gegen Insektenfraß sowie von Pilzen, Bakterien oder Viren ausgelöste Krankheiten, erträgt Temperaturen von bis zu −30 °C und wächst sowohl auf sauren wie alkalischen Böden, wobei bei ersteren meist ein schlechteres Wachstum zu erkennen ist. Sehr nasse, aber auch übermäßig trockene Böden werden dagegen nicht toleriert.
In den USA zeigten angepflanzte Ginkgobäume ein gutes Wachstum bei reichhaltigen, über das ganze Jahr verteilten Niederschlägen. Bei kalten Winden, subtropischen und sehr hohen Temperaturen während der Vegetationsperiode war dagegen schlechtes Wachstum zu erkennen.

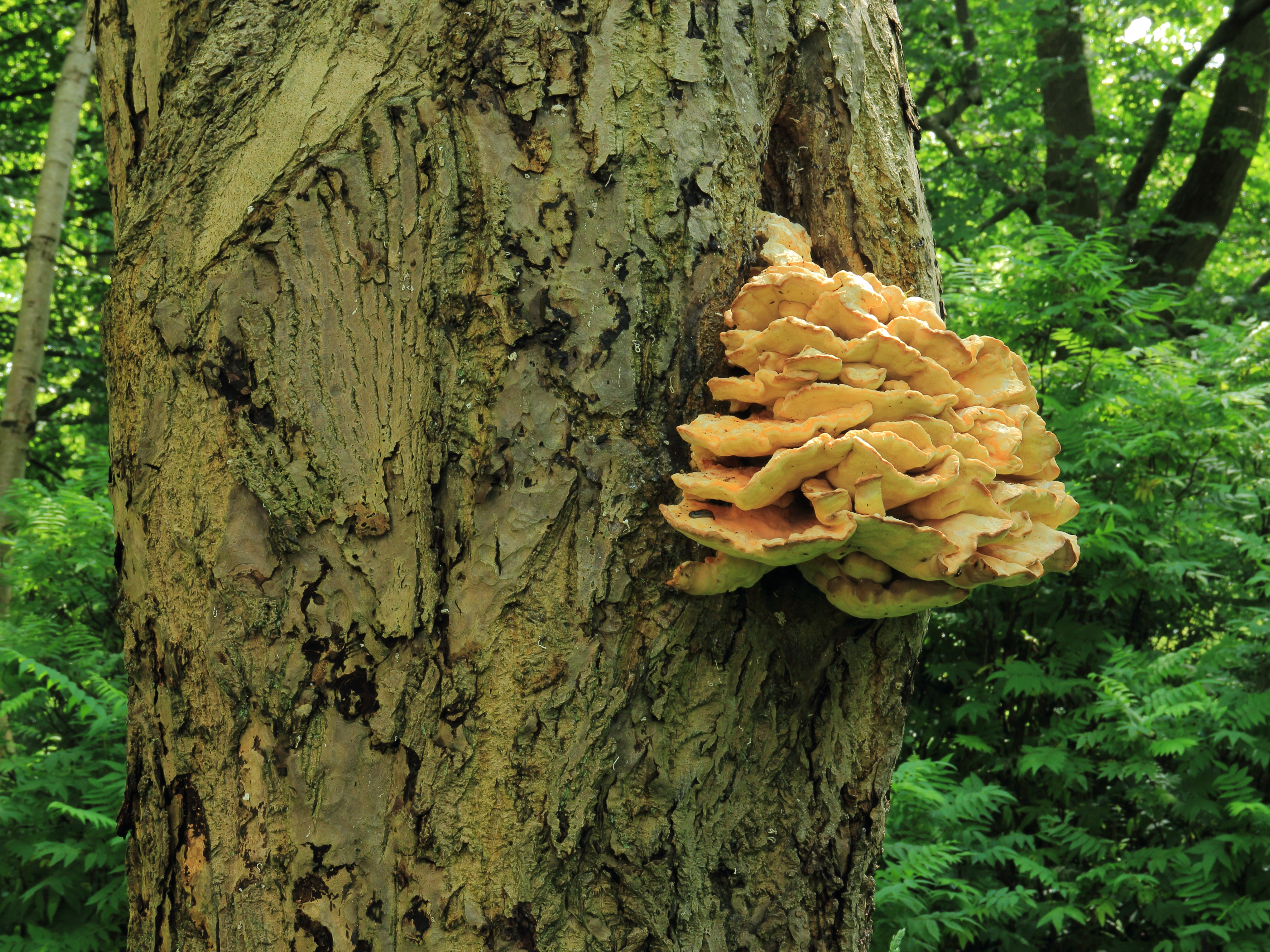
Gemeiner Schwefelporling an Ginkgo

## Herbivore und Krankheiten
Der Ginkgo weist eine hohe Resistenz gegenüber Krankheiten und Herbivoren auf, keine Einzelspezies wird für sich allein als Bedrohung erachtet. Krankheitserreger wie Pilze, Bakterien oder Viren sind nur im Keimlingsstadium oder bei sehr geschwächten Pflanzen zu beobachten. In Bezug auf Insekten ist der Ginkgo einer der am wenigsten anfälligen Bäume überhaupt. Es konnte weder im ursprünglichen Lebensraum (Ostasien) noch in Nordamerika oder Europa eine natürliche Räuberfauna entdeckt werden.
Die Resistenz des Ginkgo gegenüber Pilzen lässt sich zum Teil durch einen wachsartigen Stoff in der Kutikula der Blätter erklären, der die Sporenkeimung und das Wachstum des Keimschlauches einiger Pilze verringert und somit ein Eindringen der Pilze in die Kutikula verhindert. Des Weiteren enthalten die Blätter 2-Hexenal, das fungizidische Eigenschaften aufweist. 2-Hexenal ist in niedriger Konzentration vorhanden und kann durch Wasserdampfdestillat der Blätter abgetrennt werden. In seltenen Fällen konnten Fusarium sp. und Macrophomina phaseoli entdeckt werden, bei der es zur Wurzel- und Stammfäule kommt.
Die hohe Immunität gegen Bakterien- und Virusattacken wird zum einen durch den Säuregrad der Blätter erklärt, der ihn resistent gegen Bakterien wie Pseudomonas phaseolicola, Escherichia coli, Bacillus pumilus und Xanthomonas phaseoli macht. Zum anderen konnte durch Studien festgestellt werden, dass das Wachstum des Tabakmosaik- und Bohnenmosaikvirus durch Wirkstoffe aus den Wurzeln erheblich inhibiert wird.
Blätter, Holz und Wurzeln sind für fast alle Insekten mehr oder weniger toxisch. So werden in Japan und China Blätter des Ginkgobaums als Lesezeichen verwendet, um Bücher vor Silberfischen und Insektenlarven zu schützen. Z. B. sterben Japankäfer eher an Unterernährung als frische Ginkgoblätter zu fressen. Die säurehaltigen Blätter bilden bei Beschädigungen verstärkt 2-Hexenale, die zusammen mit Substanzen wie Ginkgolid A, Bilobalid und Ginkgolsäure als aktivste Bestandteile der Blätter gegenüber Insekten ermittelt wurden. Vereinzelt konnten bei jungen, alten und stark geschädigten Pflanzen einige Schädlinge identifiziert werden. Selten vorkommende Insekten sind der Mittelmeer-Nelkenwickler (Cacoecimorpha pronubana) und die Larve des Maiszünslers (Ostrinia nubilalis), die sich von den Blättern ernähren, sowie Brachytrupes portentosus, Agrotis ypsilon und Gulcula panterinaria, die sich in vereinzelten Fällen von den Setzlingen ernähren.
Tiere wie Schnecken, Nacktschnecken, Mäuse, Kaninchen, Hasen oder Hirsche gehören bei Jungpflanzen zu den bedeutendsten Fraßfeinden. Sie fressen die Blätter, Wurzeln oder die Rinde im unteren Bereich des Baums ab, was oft zum Absterben der Pflanze führt. Bei Sämlingen besteht zudem die Gefahr der Zerstörung durch Vögel.

## Etymologie und Nomenklatur

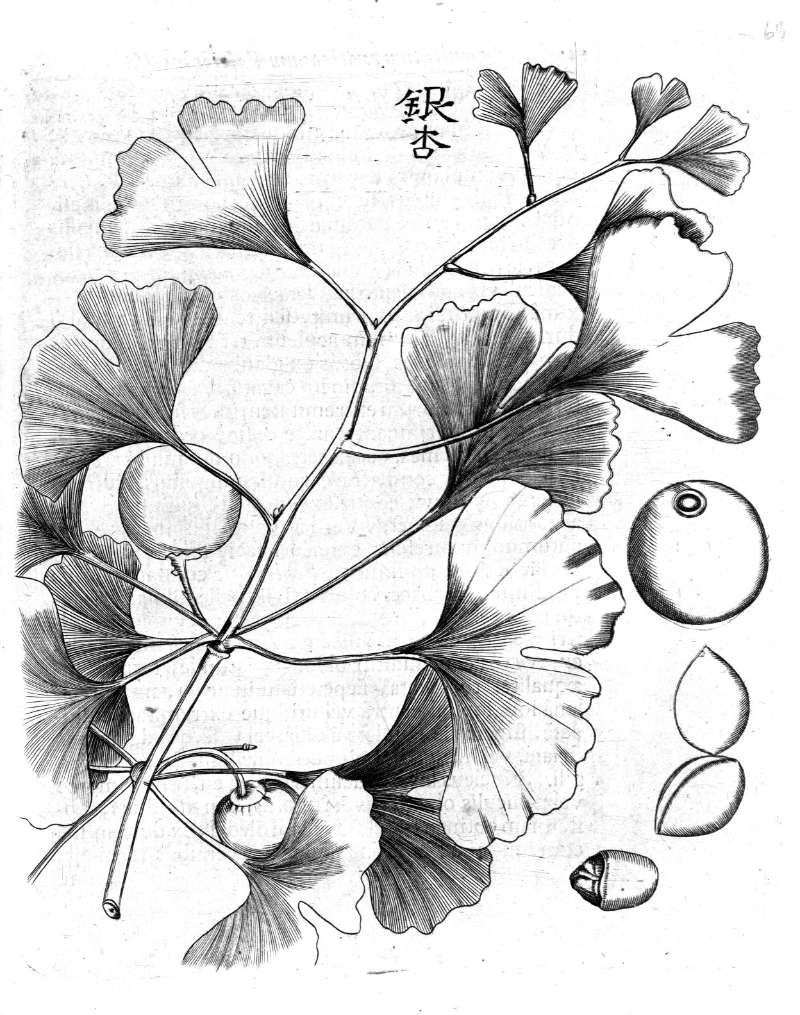
Zweig und Samen des Ginkgo in Engelbert Kaempfers Amoenitatum Exoticarum (1712). Die Zeichnung hatte Kaempfer in Japan angefertigt, das Schriftzeichen stammt aus dem Bildwörterbuch Kinmōzui.

Der Name Ginkgo leitet sich vom chinesischen Yínxìng (銀杏 / 银杏) her, dessen sinojapanische Aussprache Ginkyō (jap. phonographisch ギンキョウ) ist. Es handelt sich um eine Kombination der Schriftzeichen „gin = Silber“ und „kyō = Aprikose“, ein Hinweis auf die silbrig schimmernden Samenanlagen. Der Name ist für das Jahr 1578 erstmals bezeugt. Nach Europa gelangte er durch den deutschen Arzt und Japanforscher Engelbert Kaempfer, der, angeregt durch Andreas Cleyer und andere Gelehrte, in Batavia während seines zweijährigen Aufenthalts in Japan (1690 bis 1691) umfangreiche Untersuchungen zur Pflanzenwelt des Archipels durchführte. Einen großen Teil seiner Forschungsergebnisse publizierte er unter dem Titel „Flora Japonica“ in seinem Werk Amoenitatum Exoticarum (Lemgo, 1712). Nahezu alle Pflanzen hatte er in Japan zeichnerisch festgehalten. Da er Wert auf die Wiedergabe der einheimischen Namen legte, ließ er sich diese von Japanern im bebilderten Wörterbuch Kinmōzui (訓蒙図彙) anzeigen. Die chinesischen Schriftzeichen wurden für den Druck aus diesem Buch kopiert, bei der Wiedergabe der Lesung Ginkyō in lateinischer Schrift jedoch unterlief Kaempfer ein Schreibfehler. Gewöhnlich notierte er die heute als „kyo“ transliterierte Silbe in der Form „kjo“, doch hier schrieb er aus ungeklärten Gründen in völlig atypischer Weise „kgo“. Ohne diesen Schreibfehler würde der „Silber-Aprikosenbaum“ heute wohlklingend „Ginkjo“ heißen, statt mit der harten Buchstabenfolge „Ginkgo“. Diese Form wurde 1771 von Carl von Linné bei der Erstveröffentlichung der Gattung übernommen und ist damit unveränderbarer Bestandteil der Nomenklatur. Das von ihm für die Art gewählte Artepitheton biloba weist auf die Zweilappigkeit des Blattes hin. Als Trivialname ist seit der Rechtschreibreform neben „Ginkgo“ auch die Schreibweise „Ginko“ zulässig.
Ein Synonym von Ginkgo biloba L. ist Salisburia adiantifolia Sm. Der englische Botaniker James Edward Smith schlug 1797 den Gattungsnamen Salisburia vor und wollte damit den Botaniker Richard Anthony Salisbury ehren. 1824 kam noch der Name Salisburia biloba (L.) Hoffmanns hinzu. Der Name konnte sich aber nicht gegen den international anerkannten Namen Ginkgo biloba durchsetzen, so dass Salisburia ein Synonym blieb. Weitere Synonyme sind: Ginkgo macrophylla K.Koch, Pterophyllus gingko K.Koch, Salisburia macrophylla Reyn., Salisburia ginkgo Rich. und Pterophyllus salisburiensis J.Nelson.
In der heutigen japanischen Sprache nennt man den Baum gewöhnlich Ichō, die Samen Ginnan, ebenfalls 銀杏 geschrieben. Wegen der chaotischen Verhältnisse bei der Übernahme chinesischer Bezeichnungen vor und während der Edo-Periode notieren botanische Texte in Japan den Namen meist nur phonographisch イチョウ geschrieben. Hier und da findet man die Lesung jedoch auch für die Schriftzeichen 銀杏. Dies ist linguistisch eigentlich falsch, denn Ichō stammt von dem alternativen chinesischen Namen Yājiǎoshù (鴨腳樹 / 鸭脚树 – „Entenfuß-Baum“), der auf die Form der Blätter anspielt. In chinesischen Texten findet man auch die Bezeichnungen Báiguǒ (白果 – „weiße Frucht“) und „Großvater-Enkel-Baum“ (Gōngsūnshù, 公孫樹 / 公孙树). Letztere bezieht sich auf die lange Zeit, die verstreicht, bis ein neu gesetzter Baum die ersten Samen trägt. Weitere ins Deutsche übersetzte Namen waren Elefantenohrbaum, Entenfußbaum, Mädchenhaarbaum, Fächerblattbaum (eine Anspielung auf die Blätter die denen der Frauenhaarfarne (Adiantum) ähneln), Chinesischer Tempelbaum (wegen der häufigen Pflanzungen in buddhistischen Tempeln) und Beseeltes Ei, Mandelfrucht, Weißnuss, Nuss-Aprikose, was auf das Aussehen oder die Form der Samen zurückgeht.

## Nutzung

### Nutzung als Zierbaum

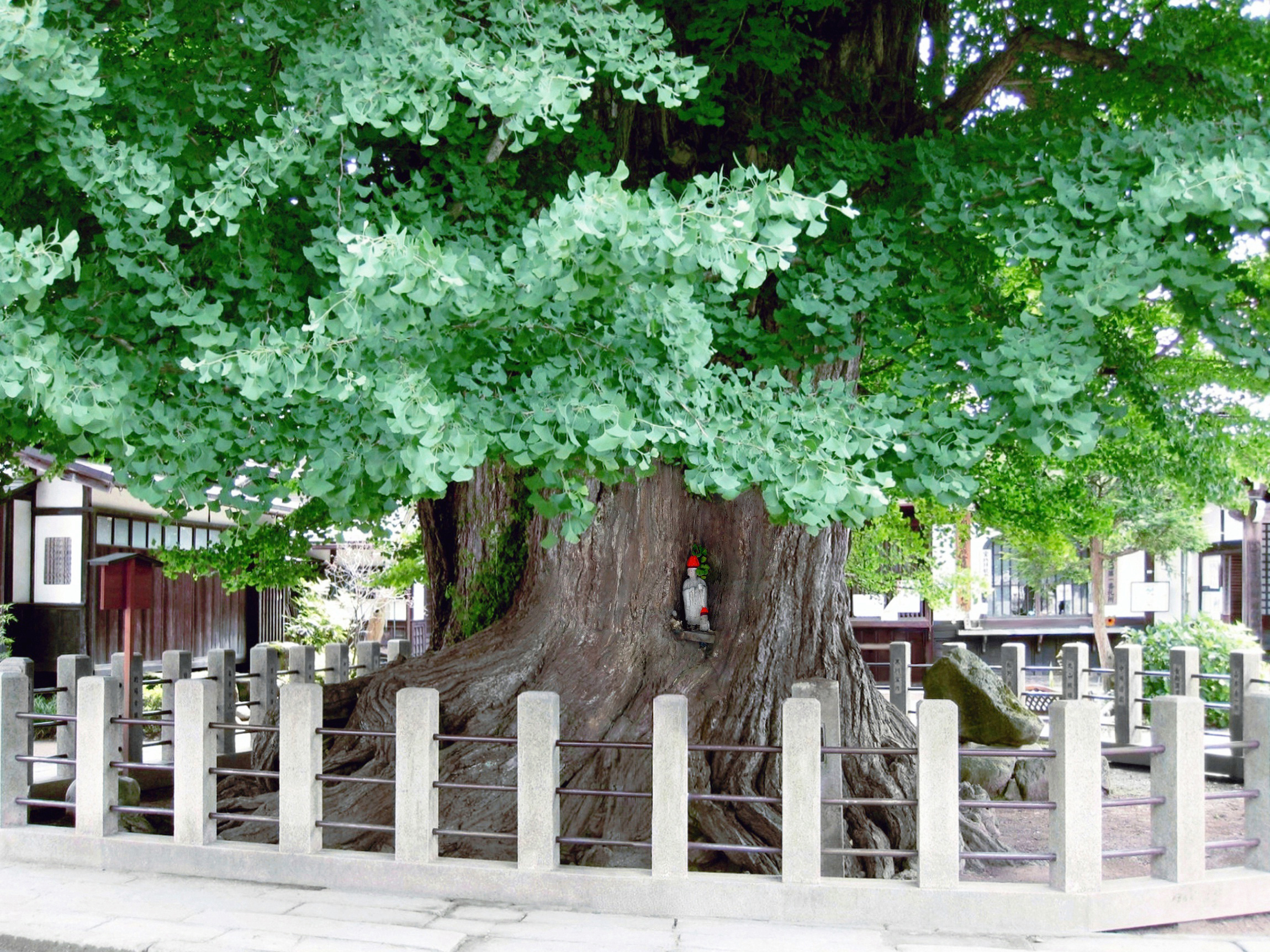
Heiliger Ginkgobaum in Takayama neben dem Tempel Hida Kokubunji

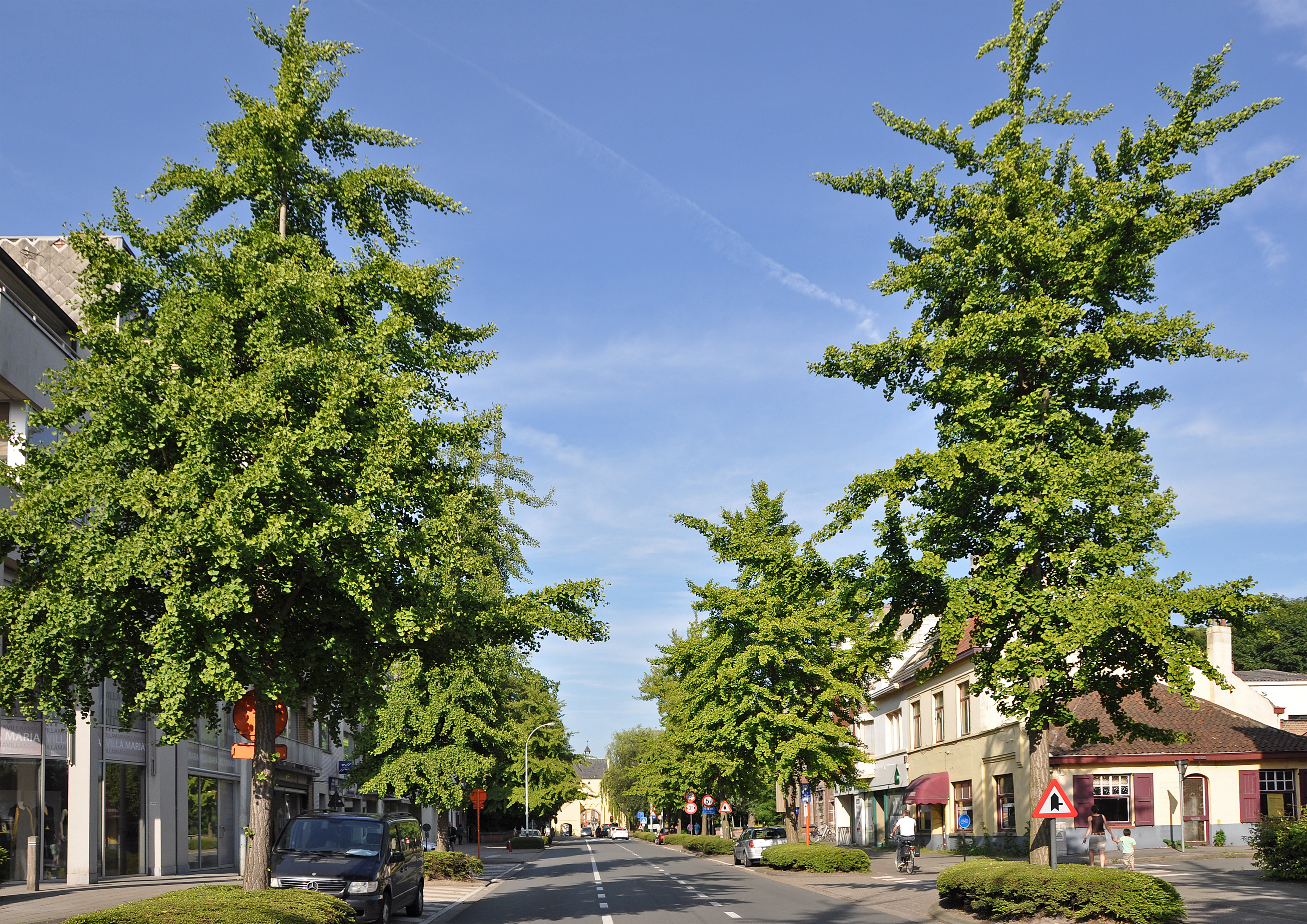
Ginkgo-Allee in Brügge

Der Ginkgo fand ab etwa 1000 n. Chr. in ganz Ostasien als Tempelbaum Verbreitung und gelangte dabei auf die Koreanische Halbinsel sowie nach Japan.
Von Japan aus gelangten die ersten Ginkgo-Pflanzen um 1730 nach Europa und wurden im botanischen Garten der Universität Utrecht in den Niederlanden aufgezogen. 1754 gelangten Exemplare von Utrecht nach Kew Gardens in England. In die Vereinigten Staaten (Philadelphia) wurden die ersten Exemplare 1784 gebracht. Heute stellt der Ginkgo in den meisten gemäßigten Zonen eine wichtige und gute Alternative zu anderen Straßen- und Parkbäumen dar und wird auch sehr gern angepflanzt.
Der möglicherweise älteste Ginkgo-Baum Deutschlands, der Ginkgo in Rödelheim, wurde angeblich um das Jahr 1750 gepflanzt und steht im Frankfurter Stadtteil Rödelheim. Der Schlosspark Harbke (Sachsen-Anhalt) hat in seinem umfangreichen Baumbestand ebenfalls einen der ältesten deutschen Ginkgos, der um das Jahr 1758 gepflanzt worden sei. Im Bergpark Wilhelmshöhe in Kassel befinden sich weitere alte Ginkgos, die angeblich um das Jahr 1780 gepflanzt wurden. Auch in Mannheim und Dresden gibt es sehr alte Ginkgos ohne weitere Jahresdaten. Im Botanischen Garten Jena wächst am Fürstengraben neben dem Alten Inspektorenhaus ein angeblich Ende des 18. Jahrhunderts angepflanzter Ginkgo, dessen Pflanzung angeblich auf Johann Wolfgang von Goethe zurückgeht. Innerhalb des Gartens steht am sogenannten „Mittelberg“ neben einem männlichen Ginkgo ein weibliches Exemplar. In Leipzig steht ein ohne weitere Jahresdaten von Willmar Schwabe gepflanzter weiblicher Baum. In Weimar befindet sich in der Puschkinstrasse hinter dem Fürstenhaus Weimar der „Goethe-Ginkgo“, den Goethe um das Jahr 1815 vom Hofgärtner Sckell pflanzen ließ.

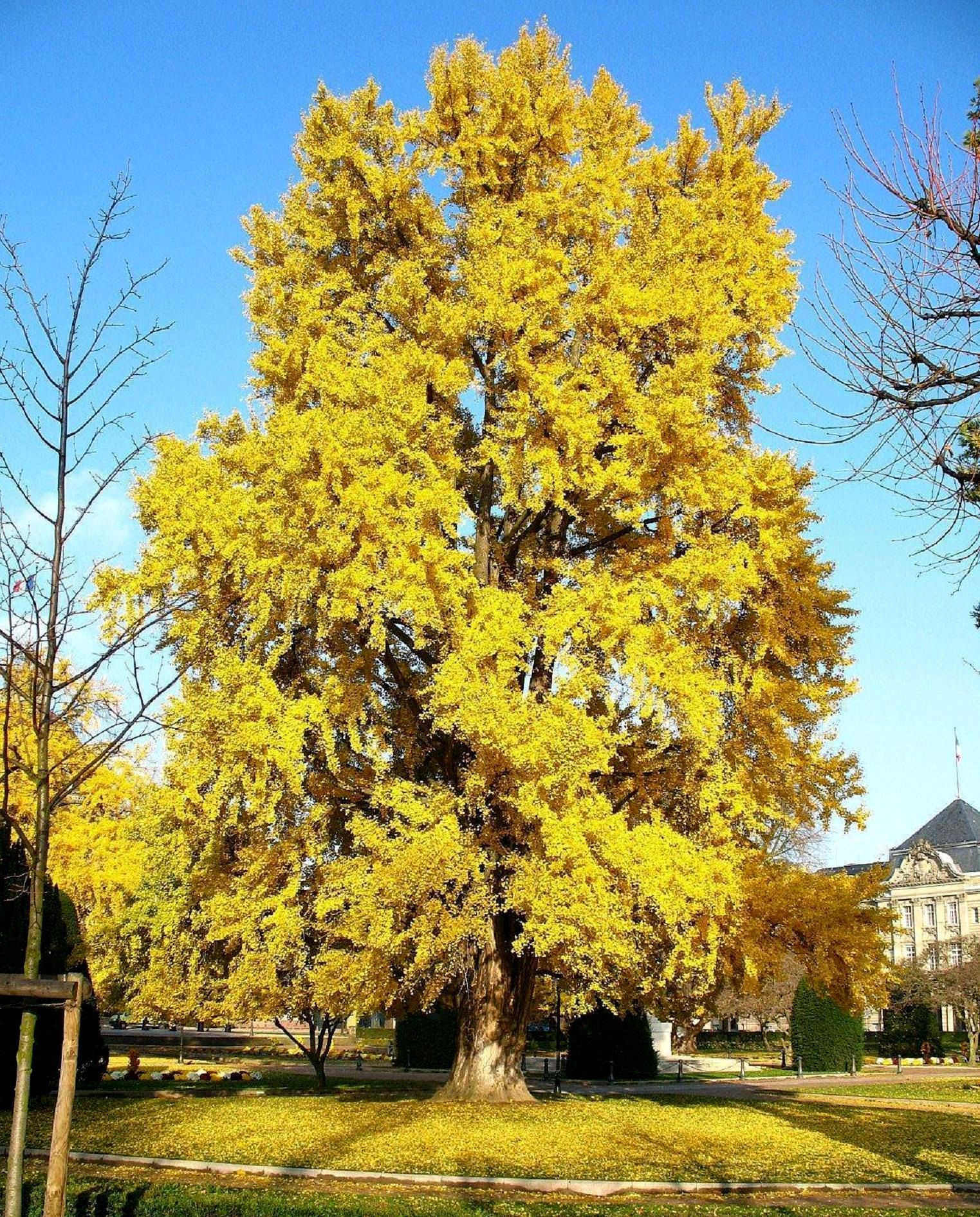
Älterer Ginkgobaum mit Herbstfärbung

Aufgrund seiner Resistenz gegen Schädlingsbefall und seiner Anspruchslosigkeit wird der Ginkgo inzwischen weltweit als Stadtbaum angepflanzt. In Berlin hat langjährige Kultur als Straßenbaum gezeigt, dass er resistent gegen Autoabgase und Streusalz ist, in jungen Jahren allerdings auch empfindlich gegen Frost.
Der unangenehme Geruch der Samen nach Buttersäure führt dazu, dass in Europa vornehmlich männliche Ginkgobäume aus Stecklingen angepflanzt werden, während man in China und Japan – genau umgekehrt – vorwiegend weibliche Bäume (siehe Nutzung als Nahrungsmittel) als Allee- und Straßenbäume pflanzt und dabei, um eine Befruchtung zu erleichtern, männliche und weibliche Bäume nebeneinander setzt.
Die Vermehrung des Ginkgo erfordert von einem Gärtner viel Geduld: Ginkgosamen keimen zwar ohne Probleme selbst auf einer Fensterbank, bis zu ihrer Keimung aber können mehr als zwei Jahre vergehen, und auch nur etwa 30 Prozent aller Stecklinge gehen, nach ebenfalls sehr langer Zeit, an, wobei sie außerdem meist schwachwüchsiger sind als Sämlingspflanzen. Hinzu kommt, dass der Ginkgo empfindlich auf Verpflanzungen reagiert.
Für die Aussaat bestimmte Samen sammelt man im Spätherbst unter weiblichen Bäumen, die, um die Befruchtung der Samen zu gewährleisten, in weniger als 100 Metern Entfernung von einem männlichen Baum stehen. Anschließend muss zunächst die äußere, fleischige Samenhülle (Sarkotesta) sorgfältig entfernt werden, wobei der Saft der Sarkotesta zu Hautreizungen und Allergien führen kann. Die so gereinigten Samen werden anschließend gegebenenfalls noch einmal durch Stratifikation für die darauffolgende Aussaat vorbereitet.

### Nutzung von Zuchtsorten
Damit der Ginkgo den Anforderungen als Samenlieferant, der Verwendung in der Medizin und den immer stärker steigenden Anforderungen als Straßen- und Zierbaum gerecht werden kann, werden immer mehr Zuchtsorten (Cultivare) selektiert. In China selektierte man allein 28 Sorten wegen ihrer überlegenen Samengröße, Samenform sowie des überlegenen Samenertrags. Eine weit verbreitete Vermehrungsart der Zuchtsorten stellt die Pfropfung dar, bei der die Pflanzen bereits mit fünf Jahren Samen tragen (Fruktifizieren). Ein häufig verwendeter Cultivar ist ‚Dafushon‘, der bereits mit 15 Jahren Jahreserträge von 5 bis 10 kg und mit 50 Jahren zwischen 50 und 100 kg erzielt. Ein weiterer oft genutzter Cultivar ist ‚King of Dongling‘ mit einem Tausendkorngewicht von etwa 2800 g.
Nach den fast nur in Asien angebauten Frucht-Cultivaren werden seit 1980 in den USA und Frankreich in großem Umfang Cultivare zur reinen Blätter-Gewinnung angebaut. Verwendet werden dabei Inhaltsstoffe wie Ginkgolide und Bilobalide, die aus den Blättern gewonnen werden und in der Humanmedizin Verwendung finden (siehe Medizinische Nutzung). Die entsprechenden Bäume werden direkt nach dem Ernten der Blätter kurz über dem Boden zurückgeschnitten, um eine Höhe von über drei Metern zu vermeiden. Im Normalfall erreichen die Bäume dann bis zum nächsten Jahr wieder eine Höhe von einem Meter, die so von Jahr zu Jahr konstant gehalten werden kann.
Da der Bedarf an Ginkgoholz relativ gering ist und nur selten Ginkgos zur reinen Holzgewinnung angebaut werden, wurden noch keine Cultivare zur reinen Holzgewinnung selektiert.
Neben der Selektierung von neuen Ginkgo-Sorten für medizinische Zwecke und zur reinen Samen-Gewinnung wurden die meisten Cultivare für die Nutzung als Zier- und Straßenbaum selektiert.

### Nutzung als Nahrungsmittel

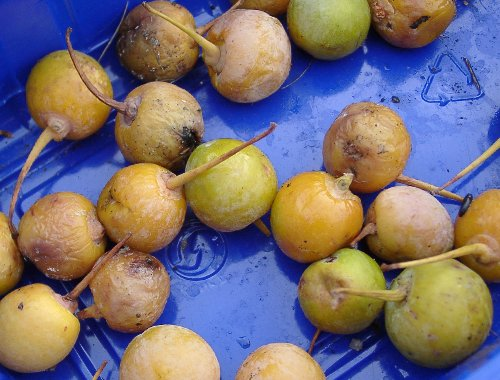
Reife Ginkgo-Samen

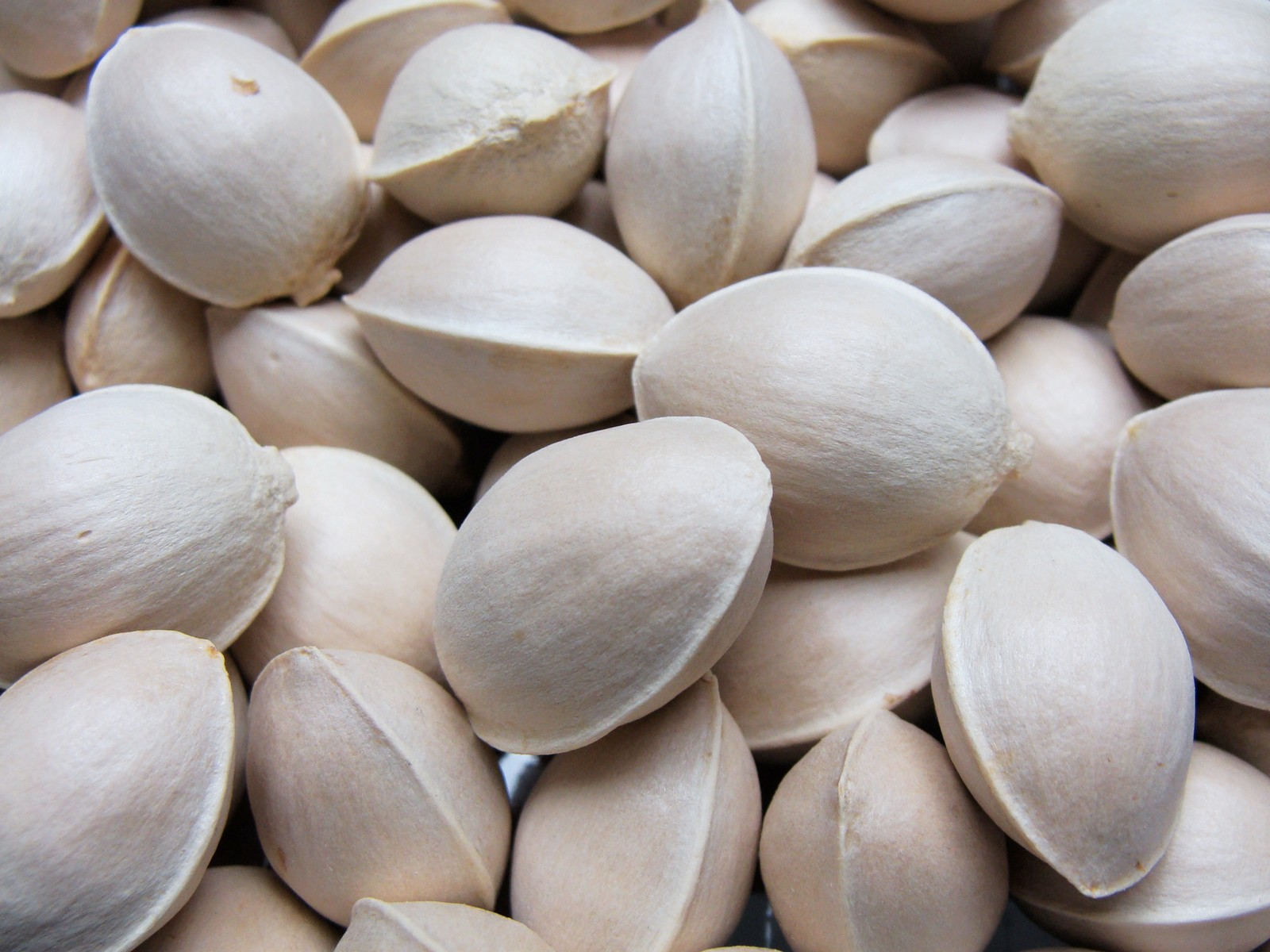
Ginkgo-Samen ohne Sarkotesta

In Asien wurden mehrere Zuchtreihen des Ginkgobaumes mit verschiedenen Qualitäten als Nahrungspflanze gezüchtet. Genutzt wird der Kern des Samens, dieser muss jedoch gegart werden. In Japan dienen die geschälten (daher von Sarkotesta und Sklerotesta befreiten) Ginkgosamen (in kleinen Mengen) als Beilage zu verschiedenen Gerichten. Sie werden teilweise im Reis mitgekocht, als Einlage in einem Eierstich-Gericht verwendet oder geröstet und gesalzen als Knabberei verzehrt. Dazu werden die Samen von ihrer harten Schale befreit, nur der gelbe Innenkern wird verwendet. In Europa sind Ginkgosamen meist nur als Konserven erhältlich. Geröstete und gehackte Kerne dienen als Gewürz in der asiatischen Küche. Die Samen enthalten 37,8 % Kohlenhydrate, 4,3 % Proteine und 1,7 % Fett. Ein Übermaß an Ginkgosamen kann zu Vergiftungserscheinungen führen, da diese den Vitamin-B6-Antagonisten 4-Methoxypyridoxin enthalten. Durch Erhitzen kann dieser zu 4′-O-Methylpyridoxin-5-glycosid (MPNG) konvertiert und durch Fermentation weitgehend abgebaut werden, was den gesundheitlichen Nutzen und das Sicherheitsprofil des Ginkgo-biloba-Kernsafts signifikant verbessert. Im 11. Jahrhundert n. Chr. sollen diese „Nüsse“ so geschätzt worden sein, dass der Kaiser von China die Samen als Tributzahlung von den südöstlichen Provinzen forderte.

### Medizinische Nutzung

Grundstruktur der Ginkgolide

Verwendung finden Spezialextrakte aus den Ginkgoblättern. Diese sind an den erwünschten Wirkstoffen (Ginkgolide, Terpenlactone) angereichert, an den unerwünschten Stoffen (besonders Ginkgolsäure) abgereichert. Die Kommission E kennzeichnet den Trockenextrakt aus Ginkgoblättern mit einem Droge-Extrakt-Verhältnis von 35:1 bis 67:1; einem Gehalt von 22 bis 27 % Flavonglykosiden und 5 bis 7 % Terpenlactonen; und unter 5 ppm Ginkgolsäure. Die Definition von Ginkgotrockenextrakt (Ginkgo extractum siccum raffinatum et quantificatum) nach dem Europäischen Arzneibuch ist sehr ähnlich. Für die Behandlung von Demenz sind in Deutschland nur derartige Extrakte verkehrsfähig. Die meisten pharmakologischen Untersuchungen wurden mit den Extrakten EGb 761 und LI 1370 durchgeführt. Bei Ginkgo-basierten Nahrungsergänzungsmitteln, etwa aus Supermärkten oder aus Drogerien, ist die gewünschte Wirksamkeit unklar, da deren Qualität oft fragwürdig ist und wissenschaftliche Studien fehlen.

#### Anwendungsgebiete
Ginkgospezialextrakte werden nach der ATC-Klassifikation der WHO zu den Antidementiva gezählt. Frühere Monografien der Kommission E (1994) und der European Scientific Cooperative on Phytotherapy (2003) beurteilten die Anwendung von Ginkgospezialextrakten bei folgenden Indikationen als positiv:
- zur symptomatischen Behandlung von hirnorganisch bedingten Leistungsstörungen. Wichtigste Symptome sind Gedächtnisstörungen, Konzentrationsstörungen, Schwindel, Ohrensausen und Kopfschmerzen. Zielgruppe sind besonders Personen mit primärer degenerativer Demenz, mit vaskulärer Demenz oder Mischformen aus beiden;
- zur symptomatischen Behandlung von arteriellen Durchblutungsstörungen;
- bei Schwindel (Vertigo) und Ohrgeräuschen (Tinnitus).

Der Ausschuss für pflanzliche Arzneimittel der Europäischen Arzneimittel-Agentur (EMA) veröffentlichte 2015 eine Monografie mit folgenden anerkannten Indikationen:
- Verbesserung altersbedingter kognitiver Einschränkungen, Verbesserung der Lebensqualität („well-established use“)
- bei schweren Beinen, kalten Händen und Füßen im Zusammenhang mit leichten Durchblutungsstörungen („traditional use“)

Der Schwerpunkt liegt heute bei der Behandlung der Demenz. Ginkgo-Arzneimittel können ähnlich wie Acetylcholinesterase-Hemmer beziehungsweise Cholinesterasehemmer, die eine Zunahme der Konzentration von Acetylcholin bewirken, für einen gewissen Zeitraum kognitive Parameter verbessern, also die geistige Leistungsfähigkeit steigern und das Zurechtkommen im Alltag erleichtern, wodurch auch die Belastung der Angehörigen reduziert wird. CHE-Hemmer sind von der Arzneimittelkommission der deutschen Ärzteschaft als Mittel erster Wahl definiert. In der aktuellsten internationalen Leitlinie der World Federation of Societas of Biological Diseases werden Ginkgo-Arzneimittel als gleichwertig effektiv zu CHE-Hemmern und Memantin und verträglicher beurteilt.
In deutschsprachigen Leitlinien finden sich Empfehlungen zur Anwendung von Spezialextrakten bei:
- Demenzen (deutsche S3-Leitlinie 2016)[38]
- vaskulären Demenzen (deutsche S1-Leitlinie 2016)[39]
- leichten bis mittleren Alzheimer-Demenzen (österreichisches Konsensus-Statement 2014)[40]
- behavioralen und psychologischen Symptomen der Demenz (BPSD) (Schweiz 2014)[41]

Laut einer 2014 publizierten französischen Studie scheinen auch Patienten, welche an der Alzheimer-Krankheit leiden, von der parallelen Einnahme von Ginkgo-Arzneimitteln neben den klassischen Cholinesterase-Hemmern zu profitieren. Insgesamt gilt die medikamentöse Therapie von Demenz-Kranken heute noch als sehr bescheiden.
Eine weitere Indikation sind leichte kognitive Beeinträchtigungen (MCI, mild cognitive impairment), die überwiegend auf normalen Alterungsprozessen beruhen und bei einem Teil der Patienten (10 bis 20 Prozent) zu einer Demenz voranschreiten.
Insgesamt gibt es über 40 klinische Studien zu Ginkgopräparaten (u. a. die verschreibungspflichtigen Rezirkane, Symfona, Tebokan und das apothekenpflichtige Tebonin), wobei nur wenige die strengen Richtlinien für hochwertige klinische Prüfungen erfüllen. Einige dieser Studien fanden signifikante Vorteile der Ginkgo-Therapie, andere keinen. Eine Metaanalyse von 2010 etwa ergab, dass ein Ginkgo-Arzneimittel zwar wirksamer sei als ein Schein-Medikament, der Effekt jedoch wie bei allen anderen Demenz-Präparaten moderat ausfalle und die klinische Bedeutung dieses Effektes wie generell bei Antidementiva schwer zu bestimmen sei.
Das Institut für Qualität und Wirtschaftlichkeit im Gesundheitswesen untersuchte 2008 im Rahmen einer Arzneimittelbewertung Studien und Unterlagen zum Präparat EGb 761. Auf Grundlage der sieben bewerteten Studien kam es zu dem Schluss, dass es bei der Behandlung der Alzheimer-Krankheit einen Beleg für einen Nutzen beim Therapieziel „Aktivitäten des täglichen Lebens“ gebe, sofern 240 mg Extrakt täglich eingenommen werden. Für die Therapieziele „kognitive Fähigkeiten“ und „allgemeine psychopathologische Symptome“ sowie für das angehörigenrelevante Therapieziel „Lebensqualität der (betreuenden) Angehörigen“ (gemessen am emotionalen Stress der Angehörigen) gebe es bei derselben Dosierung dagegen nur einen Hinweis auf einen Nutzen. Die Neutralität der untersuchten Studien ist jedoch umstritten.
Die S3-Leitlinie Chronischer Tinnitus der Arbeitsgemeinschaft der Wissenschaftlichen Medizinischen Fachgesellschaften von 2015 kommt zu dem Schluss, dass es keine Evidenz für die Wirksamkeit von Ginkgo-Präparaten bei Tinnitus gibt, und spricht deswegen keine Empfehlung aus.

#### Wirkungen
Auf Ginkgospezialextrakte sollen angeblich folgende Hauptwirkungen zutreffen:
- Neuroprotektion
- Verbesserung der Gedächtnisleistung und des Lernvermögens.
- Förderung der zerebralen Neurotransmission und Minderung derart altersbedingter Neurotransmissionsdefekte.
- Förderung der Durchblutung und Verbesserung der Fließeigenschaften des Blutes.

Neue Arbeiten untersuchen vorwiegend die Wirkung von Ginkgoextrakten auf das Zentralnervensystem. Ältere Arbeiten untersuchten eher die durchblutungsfördernde Wirkung.

#### Wirkmechanismen
Die Ginkgoextrakte haben zum einen Radikalfängereigenschaften. Diese Wirkung gegen reaktive Sauerstoffspezies wird vor allem durch die Flavonoide vermittelt; zum anderen hemmen sie den plättchenaktivierenden Faktor (PAF) im Blut, der eine Rolle etwa bei Entzündungen spielt. Mit diesen zwei Mechanismen können jedoch viele der beobachteten Wirkungen nicht erklärt werden. Zudem besitzt die Reinsubstanz mit der stärksten neuroprotektiven Wirkung, das Bilobalid, keine dieser beiden Eigenschaften.
Eine wesentliche Rolle dürften daher auch die Effekte der Inhaltsstoffe auf die Genexpression haben. Der Extrakt EGb 761 verändert die Expression von mindestens 155 Genen in Microarray-Studien. Darunter befinden sich Transkriptionsfaktoren, Gene für antioxidative Enzyme, Mitochondrienproteine und Proteine der DNA-Synthese und -Reparatur. Als weiterer Mechanismus wird ein Einfluss der Terpenlactone auf verschiedene Rezeptoren diskutiert.
Die Interaktion von Ginkgoextrakten mit dem plättchenaktivierenden Faktor (PAF) wird mit einer Reihe von Effekten auf Erkrankungen des Herz-Kreislaufsystems, der Nieren und des zentralen Nervensystems in Verbindung gebracht. Der Inhaltsstoff Ginkgolid B scheint am stärksten für diese Wirkung verantwortlich zu sein.
In Versuchen zeichnen sich Extrakte aus Ginkgo biloba durch östrogene als auch anti-östrogene Wirkung über eine Interaktion mit dem Östrogenrezeptor aus.

#### Unerwünschte Wirkungen, Gesundheitsrisiken
An unerwünschten Wirkungen werden als sehr selten auftretend Magen-Darm-Beschwerden, Kopfschmerzen und allergische Hautreaktionen beschrieben. Einzelne Blutungen bei Langzeitbehandlungen konnten nicht in ursächlichen Zusammenhang mit Ginkgoextrakten gebracht werden. Ginkgo-Extrakt selbst hat keinen Einfluss auf die Blutgerinnung.
Allerdings besteht laut Arzneimittelkommission der Deutschen Ärzteschaft, ausgehend von mehreren Fallberichten ihrer Datenbank, bei Kombination mit Gerinnungshemmern (wie orale Antikoagulanzien oder Thrombozytenfunktionshemmer) eine erhöhte Blutungsgefahr, ebenso bei einer vererbten oder erworbenen Gerinnungsstörung. Die einzelnen Berichte über Blutungen belegen jedoch nicht zweifelsfrei, dass es hier einen kausalen Zusammenhang gab, da meist andere, gerinnungshemmende Medikamente eingenommen wurden.
In vielen Ginkgo-haltigen Arzneimitteln und Tees ist in nennbaren Mengen der Störstoff Ginkgolsäure enthalten. Da die Konzentration von Ginkgolsäure in Teeprodukten im Gegensatz zu Arzneimitteln bisher keiner Kontrolle unterliegt, werden Ginkgo-haltige Tees als potentiell gesundheitsgefährdend diskutiert. Ginkgolsäure kann schwere Allergien und Magenschleimhautentzündungen hervorrufen. Auch cytotoxische, neurotoxische und mutagene Wirkungen wurden nachgewiesen.
In einer Studie des National Toxicology Programs der National Institutes of Health wurde 2013 im Tierversuch eine erhöhte Rate an Leber- und Schilddrüsenkrebs beobachtet, wobei diese Versuche mit sehr hohen Dosen von bis zu 2000 mg/kg Körpergewicht durchgeführt wurden, die beim Menschen gewöhnlich bei weitem nicht erreicht werden.

### Nutzung in der Traditionellen Chinesischen Medizin
Im Gegensatz zur wissenschaftlich-pharmakologischen Nutzung werden in der Traditionellen Chinesischen Medizin nicht nur die Blätter, sondern auch die Samen und Wurzeln des Baumes genutzt.

#### Anwendungsgebiete der Samen
Die Samen werden bei Husten, Blaseninfektionen, Asthma, Tuberkulose, Alkoholvergiftungen, Blähungen, Gonorrhöe sowie bei häufigem und schmerzhaftem Wasserlassen angewendet.
Eingenommen wird hierbei eine Abkochung der von Sarkotesta und Sklerotesta befreiten Ginkgosamen, die nach dem Kochen ohne Samen eingenommen wird.
Gegen starke asthmoide Atemnot, Schleimbildung und Husten können die Samen in gerösteter oder gekochter Form auch pur angewendet werden, wobei bei regelmäßiger Einnahme aufgrund von geringen Anteilen des Vitamin-B6-Antagonisten 4-Methoxypyridoxin 6–10 g/Tag nicht überschritten werden sollten.

#### Anwendungsgebiete der Wurzeln
Die Wurzeln werden bzw. wurden bei nächtlichen Pollutionen und Menstruationsstörungen angewendet. Sie sollen bei Blähungen helfen und den Magen stärken, wirken anregend und zusammenziehend. Eingenommen wird hierbei eine Abkochung, die nach dem Kochen ohne Wurzeln vor dem Essen eingenommen wird. Eine Überdosierung der Wurzel wie bei den Samen ist nicht möglich.

## Systematik

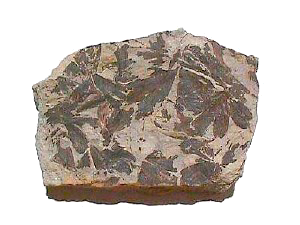
Ginkgo-Fossil aus dem Jura, Blätter aus der Cloughton Formation, Fundort: Scarborough, Yorkshire, England

Die Ginkgogewächse gehören weder zu den Nadel- noch zu den Laubbäumen, sondern bilden eine eigene Gruppe. Obwohl der Ginkgo auf den ersten Blick Ähnlichkeit mit Laubbäumen (Bedecktsamer) hat, ist er mit den Nadelbäumen näher verwandt und wird deshalb wie sie zu den Nacktsamern gezählt. Der Ginkgo wird in eine eigene Klasse eingeordnet, in die Klasse Ginkgoopsida (oder Ginkgophyta). Von der Klasse Coniferopsida unterscheidet er sich durch die abweichenden Strukturen der generativen Organe, insbesondere der begeißelten Spermatozoiden. Von der Klasse der Palmfarne (Cycadopsida) unterscheidet er sich vor allem durch die Anatomie der vegetativen Organe. Die Ginkgoopsida enthalten wiederum eine einzige Ordnung, die Ginkgoartigen (Ginkgoales), deren einzige Familie die Ginkgogewächse (Ginkgoaceae) mit nur einer lebenden Gattung 'Ginkgo' sind.

## Fossilgeschichte
Die Gattung Ginkgo selbst ist mit fossilen Funden seit dem frühen Jura präsent. Die älteste der Gattung unzweideutig zugeschriebene Art, Ginkgo yimaensis aus China besitzt sehr ähnliche Samenanlagen zur rezenten Ginkgo biloba, sie unterscheidet sich vor allem durch stärker zerschlitzte Blätter. Weitere ähnliche Arten wurden in jurassischen Sedimenten der Inneren Mongolei beschrieben. Die Gattung scheint das Maximum ihrer Diversität in der Kreide erreicht zu haben, als sie mit zahlreichen Arten zirkumpolar auf der Nordhemisphäre und in einigen Regionen der Südhemisphäre verbreitet war. Die Gattung überlebte das Massenaussterben an der Kreide-Paläogen-Grenze noch auf beiden Hemisphären, starb aber bald darauf auf der Südhalbkugel aus. Die seit der Unterkreide nachgewiesene, im Paläogen verbreitete Art Ginkgo adiantoides ist morphologisch extrem ähnlich zur rezenten Art, so dass die meisten heutigen Bearbeiter sie nicht mehr von dieser unterscheiden. Die meisten anderen seit dem Paläogen beschriebenen Arten, mit Ausnahme einer einzigen (Ginkgo gardneri aus Schottland) sind weder von Ginkgo adiantoides noch von Ginkgo biloba überzeugend morphologisch unterscheidbar und vermutlich konspezifisch zu dieser. Ginkgo biloba ist damit vermutlich die älteste noch lebende Pflanzenart der Erde. Die Gattung Ginkgo verschwand, den fossilen Funden nach, im Oligozän aus den nördlichen, polnahen Breiten (wo sie vorher bis nach Spitzbergen und Ellesmere Island nachgewiesen war, auf letzterer unter anderem in der Margaret-Formation belegt). Zum Ende des Miozäns verschwanden die nordamerikanischen Vorkommen. In Europa überlebte sie bis zum Ende des Pliozäns und in Japan bis ins Pleistozän.

## Rezeption

### In der Literatur

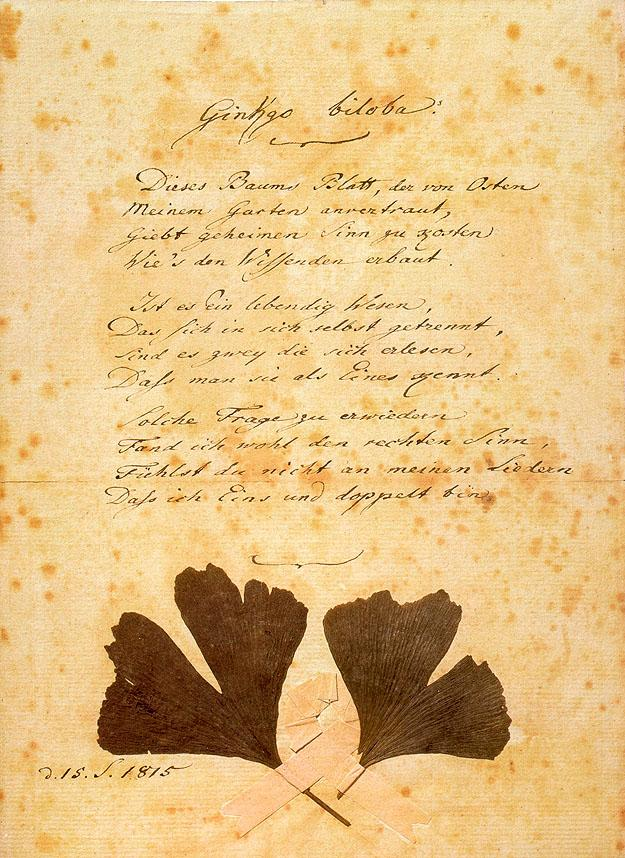
Goethes Reinschrift des Ginkgo-biloba-Gedichts, 15. September 1815

Zum Bekanntheitsgrad und zur Verbreitung des Ginkgos in Deutschland hat das Gedicht mit dem Titel Gingo biloba wesentlich beigetragen, das der 66 Jahre alte Goethe im September 1815 schrieb und 1819 in seiner Sammlung West-östlicher Diwan veröffentlichte. Das Gedicht ist Goethes später Liebe, Marianne von Willemer, gewidmet und stellt das Ginkgoblatt aufgrund seiner Form als Sinnbild der Freundschaft dar. Der Brief mit dem Gedicht, dem Goethe zwei Ginkgo-Blätter beilegte, ist heute im Goethe-Museum Düsseldorf zu sehen, in dessen unmittelbarer Umgebung zahlreiche Ginkgobäume stehen. Ein spezielles Ginkgo-Museum befindet sich in Weimar.

### In der Astronomie
Der Asteroid (85197) Ginkgo ist nach dem Ginkgo benannt.

### Symbolik
Der Grund für die bis heute große Bedeutung des Ginkgo für Kunst, Kultur und Heilkunde liegt vor allem in der Chinesischen Philosophie und der ansprechenden Morphologie des Baumes und seiner Blätter.
Der Ginkgo wird seit langem als kraftspendend und lebensverlängernd verehrt. Die Chinesen und Japaner verehren den Ginkgo seit Jahrhunderten wegen seiner Lebenskraft und Wunderverheißungen als heilig und erbeten unter ihm ihre Wünsche. Frauen erbitten unter ihm Milch zum Stillen ihrer Kinder und Bauern erflehen Regen für eine reichhaltige Ernte, Ginkgos sind auf diese und andere Art und Weise in Mythen, Volkserzählungen und Geschichten wieder zu finden. Der Ginkgo steht in Japan unter Naturschutz. So mancher Baumriese überragt ganze Ortschaften und gilt als Wahrzeichen für seine Anwohner. Aus dem 18. Jahrhundert gibt es in dem Kloster Tanzhe-si eine weit verbreitete Legende. Der zufolge gab es dort ein Ehrentor, das zu einem Ginkgobaum führte. Dieser Baum wurde durch ein kaiserliches Etikett geschützt. Der dortige Glaube der Chinesen besagte, dass bei jedem Thronwechsel innerhalb der Mandschu-Dynastie der Hauptstamm ein neues Reis in den Baum einsetzte, das sich dann zu einem prächtigen Ast entwickeln sollte. Bäume mit einem Alter von 1000 bis 2000 Jahren sind keine Seltenheit. Man findet sie bei Tempeln, in der Nachbarschaft, auf Anhöhen und auch auf Friedhöfen neben Gräbern. In Japan werden die geschälten (von Sarkotesta und Sklerotesta befreiten) Ginkgosamen beim Hochzeitsmahl als Glückssymbol verzehrt. Ein 3000 Jahre alter und 26 Meter hoher Ginkgo in der Provinz Shandong hat bei günstiger Witterung Samen von insgesamt einer Tonne geliefert. In vielen Geschichten und Erzählungen wird der Baum als Wohnort von Geistern beschrieben und deshalb hoch geschätzt und gleichermaßen gefürchtet.
Zudem wurde das in der Pflanzenwelt einzigartige zweigeteilte Blatt und seine Zweihäusigkeit schon früh eng mit dem Symbol des Yin-Yang in Verbindung gebracht. Zur modernen Mythenbildung hat auch wesentlich die Geschichte des Tempelbaumes in Hiroshima beigetragen, der bei der Atombombenexplosion 1945 in Flammen aufging, aber im Frühjahr 1956 wieder austrieb und weiterlebte, dokumentiert als „Atombomben-Ginkgo von Hosenbo in Hiroshima“.
Das Ginkgo-Blatt ist das Logo der Universität Tokio und der südkoreanischen Sungkyunkwan-Universität.

## Weiterführende Literatur
- Werner Bockholt, Bernadette Kircher: Dieses Baumes Blatt. Ginkgo, Goethe, Gartentraum. Schnell, Warendorf 2000, ISBN 3-87716-816-7.
- Francis V. DeFeudis: Ginkgo biloba extract (EGb 761): from chemistry to the clinic. Ullstein, Wiesbaden 1998, ISBN 3-86126-173-1.
- Walter E. Müller, Ernst Pöppel: Ginkgo, der Baum des Lebens. Ein Lesebuch. Insel Verlag, Frankfurt am Main/Leipzig 2003, ISBN 3-458-34695-3
- Hans D. Reuter: Spektrum Ginkgo biloba. Aesopus, Basel 1993, ISBN 3-905031-57-4.
- Maria Schmid (Hrsg.): Ginkgo. Ur-Baum und Arzneipflanze. 2. Auflage. Hirzel, Stuttgart 2001, ISBN 3-7776-1065-8.
- Siegfried Unseld: Goethe und der Ginkgo. Ein Baum und ein Gedicht. Insel, Frankfurt am Main 2003 (Insel-Bücherei 1188), ISBN 3-458-34175-7.
- Ginkgo Biloba (Medicinal and Aromatic Plants: Industrial Profiles). CRC Press Verlag, Harwood Academic 2000, ISBN 90-5702-488-8.